# II bitwa pod El Alamein
II bitwa pod El Alamein – bitwa stoczona od 23 października do 11 listopada 1942 roku w pobliżu egipskiego miasta El Alamein, uznawana za punkt zwrotny w kampanii afrykańskiej w czasie II wojny światowej. Większość historyków brytyjskich uważa, że bitwa ta, wraz z toczącą się jednocześnie bitwą stalingradzką, były dwoma zwycięstwami, które w największym stopniu przyczyniły się do klęski hitlerowskich Niemiec.
Do lipca 1942 roku niemiecki Afrika Korps pod dowództwem feldmarszałka Erwina Rommla wraz z wojskami włoskimi wtargnął głęboko na terytorium Egiptu, zagrażając ważnym brytyjskim liniom zaopatrzenia przez Kanał Sueski. Z nadmiernie rozciągniętymi liniami zaopatrzenia i niemal pozbawiony posiłków, wobec perspektywy przybycia dużych uzupełnień dla aliantów, Rommel zdecydował się uderzyć, zanim brytyjskie pozycje zostaną dostatecznie umocnione. Po I bitwie pod El Alamein, która zatrzymała postępy państw Osi, brytyjski generał Bernard Montgomery przejął w sierpniu 1942 roku dowództwo 8 Armii od gen. Claude’a Auchinlecka. Atak na Alam Halfa wyprowadzony 30 sierpnia 1942 roku także nie powiódł się i w oczekiwaniu kontrofensywy 8 Armii Afrika Korps okopał się.
Po sześciu tygodniach 8 Armia była gotowa do uderzenia. 200 tys. ludzi i tysiąc czołgów skierowało się przeciwko 100 tys. żołnierzy i 500 czołgom Osi. Montgomery oczekiwał 12-dniowej bitwy w trzech etapach – włamanie, walka powietrzna i ostateczne pokonanie nieprzyjaciela.
Siły alianckie zastosowały szereg działań dezinformacyjnych w miesiącach poprzedzających bitwę, aby zmylić dowództwo Osi nie tylko co do dokładnego miejsca nadchodzącej bitwy, ale i momentu jej rozpoczęcia. Była to tzw. operacja Bertram. Budowano fałszywy rurociąg, który miał przekonać Niemców, że atak nastąpi dużo później i dalej na południe. Aby wzmocnić efekt, skonstruowano też sztuczne czołgi zrobione ze sklejki umieszczonej na łazikach i rozmieszczono je na południu. Czołgi wyznaczone do bitwy na północy były zamaskowane jako samochody ciężarowe.
Wojska Osi były okopane wzdłuż dwóch linii, nazwanych przez aliantów linią Oxalic oraz linią Piersona. Wokół rozmieszczono ok. pół miliona min, głównie przeciwczołgowych, tworząc tzw. ogród diabła.
Bitwa rozpoczęła się 23 października o godzinie 21:40 nawałą artyleryjską. Pierwszym celem była linia Oxalic, po czym miał nastąpić atak pancerny na linię Piersona. Jednak gdy atak się rozpoczął, pola minowe (mimo szerokiego użycia polskiego wykrywacza min) nie były jeszcze w pełni oczyszczone. Pierwszej nocy atak zmierzający do utworzenia północnego korytarza posunął się na odległość 5 km od linii Piersona. Na południu nastąpił większy postęp, ale wojska utknęły przy grzbiecie Miteirya.
24 października niemiecki dowódca, gen. Georg Stumme (Rommel przebywał na zwolnieniu lekarskim w Austrii), zmarł na atak serca w czasie ostrzału. Po okresie zamieszania dowództwo objął gen. mjr Wilhelm von Thoma. Hitler początkowo polecił Rommlowi pozostanie w domu i kontynuowanie rekonwalescencji, ale gdy położenie wojsk niemieckich stało się krytyczne, poprosił go o powrót do Afryki. Rommel natychmiast wyjechał i przybył na miejsce 25 października.
Po nieudanym ataku na grzbiet Miteirya atak aliantów został zaniechany – Montgomery skoncentrował się na ataku na północy. Nocny atak z 25 na 26 października był pomyślny, a natychmiastowe przeciwnatarcie Rommla nieskuteczne. Alianci stracili 6200 ludzi (straty Osi wyniosły 2500 żołnierzy), jednak Rommel miał już tylko 278 czołgów, podczas gdy Montgomery jeszcze ponad 800.
Montgomery zauważył, że ofensywa traci rozpęd i zdecydował się na przegrupowanie. Do 29 października linia wojsk Osi pozostawała nienaruszona. Montgomery przygotował siły do operacji Supercharge. Liczne niewielkie ataki sił lądowych i ataki lotnictwa zredukowały siły pancerne Rommla do zaledwie 102 czołgów.
Kolejna duża ofensywa miała miejsce wzdłuż wybrzeża, początkowo by zdobyć szlak Rahman, a potem wziąć wzniesienie Tel el Aqqaqir. Atak zaczął 2 listopada – Rommel miał już tylko 35 czołgów nadających się do walki. Pomimo chwilowego zatrzymania brytyjskiego natarcia, nacisk na jego siły zmusił go do podjęcia decyzji o wycofaniu się. Tego samego dnia Rommel otrzymał od Hitlera rozkaz „zwycięstwo albo śmierć”, co chwilowo wstrzymało odwrót. Nacisk aliantów był jednak zbyt wielki i siły niemieckie musiały wycofać się w nocy z 3 na 4 listopada. Do 9 listopada Afrika Korps był w pełnym odwrocie, a ponad 30 tys. żołnierzy poddało się.
Premier Wielkiej Brytanii Winston Churchill podsumował bitwę 10 listopada 1942 roku często cytowanymi, historycznymi słowami: „To nie jest koniec. To nawet nie jest początek końca. Ale być może jest to koniec początku”.
Bitwa była największym sukcesem wojskowym w karierze Montgomery’ego – przyjął miano „Lord Montgomery of Alamein” i został podniesiony do godności para Imperium brytyjskiego.
Amerykańska operacja desantowa Torch rozpoczęta 8 listopada w Algierii wraz ze zwycięstwem Brytyjczyków i Wspólnoty Narodów pod El Alamein w Egipcie oznaczały rzeczywisty koniec zagrożenia ze strony sił Osi w Afryce Północnej.

## Tło
Armia Pancerna Afryka (Panzerarmee Afrika/Armata Corazzata Africa) pod dowództwem feldmarszałka Erwina Rommla, złożona z niemieckich i włoskich jednostek pancernych i piechoty, podporządkowana nowej włoskiej strukturze dowodzenia Delease (Północnoafrykańska Delegacja Dowództwa, gen. por. Curio Barbasetti) wkroczyła do Egiptu po sukcesie w bitwie pod Gazalą (26 maja – 21 czerwca 1942)  . Postęp wojsk Osi zagroził brytyjskiej kontroli nad Kanałem Sueskim, Bliskim Wschodem i jego zasobami ropy naftowej. Gen. Claude Auchinleck, stojący na czele Dowództwa Bliskiego Wschodu i taktyczny dowódca 8 Armii, wycofał swoje wojska na odległość 80 km od Aleksandrii, od depresji Kattara do położonej 64 km na północ stacji kolejowej El Alamein na wybrzeżu. Depresja była całkowicie nieprzejezdna i uniemożliwiała oskrzydlenie wojsk alianckich od południa, jak pod Gazalą, co oznaczało, że każdy atak przypuszczony na nową linię obrony musiał być przeprowadzony frontalnie. Tak podjęte ataki Osi w I bitwie pod El Alamein (1–27 lipca) zostały odparte.
Lipcowe kontrataki 8 Armii również nie powiodły się, ponieważ siły Osi dobrze okopały się i przegrupowały. Auchinleck odwołał ataki pod koniec lipca, aby odbudować swoją armię. Na początku sierpnia premier Winston Churchill i generał Alan Brooke, szef Imperialnego Sztabu Generalnego, odwiedzili Kair i zastąpili Auchinlecka na stanowisku szefa Dowództwa Bliskiego Wschodu gen. Haroldem Alexandrem. Gen. por. William Gott został mianowany dowódcą 8 Armii, ale zginął, gdy jego samolot transportowy został zestrzelony przez myśliwce Luftwaffe; dlatego też z Wielkiej Brytanii został sprowadzony gen. por. Bernard Montgomery, aby go zastąpić.
Ponieważ brakowało mu posiłków i był zależny od małych, słabo rozwiniętych portów w zakresie dostaw zaopatrzenia oraz wiedział o potężnym gromadzeniu sił do nowej operacji przez aliantów, Rommel zdecydował się zaatakować jako pierwszy. Dwie dywizje pancerne Afrika Korps i jednostki rozpoznawcze Panzerarmee Afrika poprowadziły atak, ale zostały odparte na grzbiecie Alam Halfa i w Punkcie 102 30 sierpnia 1942 roku podczas bitwy pod Alam Halfa; siły Osi wycofały się na swoje linie wyjściowe. Krótka linia frontu i bezpieczne flanki sprzyjały obronie, a Rommel miał czas na rozwinięcie fortyfikacji Osi, rozmieszczając pola minowe z ok. 500 000 min i kilometrami drutu kolczastego. Alexander i Montgomery zamierzali ustanowić przewagę sił wystarczającą do osiągnięcia przełamania i wykorzystać je do zniszczenia Panzerarmee Afrika. Wcześniej w kampanii północnoafrykańskiej żadna ze stron nie była w stanie wykorzystać lokalnego zwycięstwa wystarczająco, aby ostatecznie pokonać przeciwnika, zanim ten się wycofał i walczący jedynie przerzucali problem nadmiernie rozciągniętych linii zaopatrzeniowych na zwycięzcę.
Do czerwca 1942 roku Rommel otrzymywał szczegółowe informacje o sile i ruchu sił brytyjskich z raportów wysyłanych do Waszyngtonu przez płk. Bonnera Fellersa, amerykańskiego attaché wojskowego w Kairze. W wyniku tajnej operacji włoskiego wywiadu wojskowego w ambasadzie amerykańskiej w Rzymie w poprzednim roku zostały skradzione amerykańskie kody szyfrujące. Pomimo obaw Brytyjczyków, Amerykanie nadal używali starych kodów do końca czerwca. Podejrzenie, że kod został odkryty, potwierdziło się, gdy 9 Dywizja Australijska pojmała niemiecki 621. batalion sygnałowy w lipcu 1942 roku.
Brytyjczycy uzyskali przewagę wywiadowczą, ponieważ system Ultra i lokalne źródła ujawniły ordre de bataille sił Osi, ich sytuację zaopatrzeniową i zamiary. Reorganizacja wywiadu wojskowego w Afryce w lipcu poprawiła również integrację informacji otrzymywanych ze wszystkich źródeł i szybkość ich rozpowszechniania. Z rzadkimi wyjątkami, wywiad identyfikował statki zaopatrzeniowe zmierzające do Afryki Północnej, ich lokalizację lub trasę, a w większości przypadków nawet ich ładunki, co pozwoliło na atakowanie wybranych celów. Do 25 października Panzerarmee Afrika miała zapas paliwa na trzy dni, z czego tylko dwa dni na wschód od Tobruku. Harry Hinsley, oficjalny historyk brytyjskiego wywiadu, napisał w 1981 roku, że „Armia Pancerna […] nie posiadała operacyjnej swobody przemieszczania się, która była absolutnie niezbędna, biorąc pod uwagę fakt, że można było się spodziewać rozpoczęcia ofensywy brytyjskiej każdego dnia”. Transport podwodny i lotniczy nieco złagodził niedobór amunicji i pod koniec października na froncie znajdowały się zapasy na szesnaście dni walki. Po kolejnych sześciu tygodniach 8 Armia była gotowa; 195 000 ludzi i 1029 czołgów mogło rozpocząć ofensywę przeciwko 116 000 żołnierzy i 547 czołgom Panzerarmee.

## Preludium

### Brytyjski plan

#### Operacja Lightfoot
Plan Montgomery’ego zakładał główny atak na północy i drugorzędne natarcie na południu, z udziałem kolejno XXX Korpusu (gen. por. Oliver Leese) i XIII Korpusu (gen. por. Brian Horrocks), podczas gdy X Korpus (gen. por. Herbert Lumsden) miał wykorzystać ten sukces i wyjść do walki po przełamaniu. W ramach operacji Lightfoot Montgomery zamierzał wyciąć dwa korytarze przez pola minowe Osi na północy. Jeden korytarz miał przebiegać na południowy zachód przez sektor 2 Dywizji Nowozelandzkiej w kierunku centrum grzbietu Miteirya, podczas gdy drugi miał przebiegać na zachód, przechodząc 3,2 km na północ od zachodniego krańca grzbietu Miteirya przez sektory 9 Dywizji Australijskiej i 51 Dywizji Highland. Następnie czołgi miały przejechać przez korytarze i pokonać niemieckie czołgi. Dywersje na grzbiecie Ruweisat w centrum, a także na południu linii obronnej miały powstrzymać resztę sił Osi przed przemieszczaniem się na północ. Montgomery spodziewał się 12-dniowej bitwy w trzech etapach: włamania, walki powietrznej i ostatecznego pokonania wroga.
Na pierwszą noc ofensywy Montgomery zaplanował, że cztery dywizje piechoty XXX Korpusu będą nacierać na froncie o długości 26 km do linii Oxalic, przebijając się przez wysunięte linie obrony Osi. Saperzy mieli oczyścić i oznaczyć dwa korytarze przez pola minowe, przez które miały przejść dywizje pancerne z X Korpusu, aby zdobyć linię Piersona. Miały one zebrać się i umocnić swoją pozycję tuż na zachód od pozycji piechoty, blokując kontratak czołgów Osi. Brytyjskie czołgi miały następnie ruszyć do Skinflint, okrakiem przez północno-południowy Szlak Rahmana, głęboko w systemie obronnym Osi, aby rzucić wyzwanie czołgom Osi. Piechota 8 Armii miała w tym czasie rozbijać głębokie fortyfikacje obronne Osi (trzy kolejne linie umocnień) i niszczyć wszystkie czołgi, które ją zaatakują.

### Operacja Bertram
Przed bitwą siły Wspólnoty Narodów prowadziły działania dezinformacyjne w ramach operacji Bertram, aby wprowadzić w błąd dowództwo Osi co do tego, gdzie i kiedy ma się odbyć bitwa. We wrześniu alianccy żołnierze wysypywali odpady (porzucone skrzynie itp.) pod siatki maskujące w północnym sektorze, sprawiając, że wyglądały jak składy amunicji lub racji żywnościowych. Wywiad Osi naturalnie je zauważył, ale ponieważ nie nastąpiła natychmiast żadna akcja ofensywna, a „składy” nie zmieniły wyglądu, zostały zignorowane. Pozwoliło to 8 Armii na gromadzenie zapasów w strefie przyfrontowej ignorowane przez wroga, poprzez stopniowe zastępowanie tych śmieci amunicją, benzyną i racjami żywnościowymi pod osłoną nocy. Zbudowano także pozorowany rurociąg, co miało doprowadzić nieprzyjaciela do przekonania, że atak nastąpi znacznie później niż w rzeczywistości i znacznie dalej na południe. Zbudowano też pozorowane czołgi składające się z ram ze sklejki umieszczonych na łazikach i rozmieszczono je na południu. Odwrotnie, czołgi przeznaczone do bitwy na północy zostały zamaskowane jako ciężarówki zaopatrzeniowe poprzez umieszczenie na nich zdejmowanych nadbudówek ze sklejki.

### Operacja Braganza
Jako wstęp do większej bitwy, 131 Brygada Piechoty z 44 Dywizji Piechoty Home Counties, wspierana przez czołgi z 4 Brygady Pancernej, rozpoczęła Operację Braganza, atakując spadochroniarzy ze 185 Dywizji Spadochronowej „Folgore” w nocy z 29 na 30 września w celu zdobycia obszaru Deir el Munassib. Włoscy spadochroniarze odparli atak, zabijając lub biorąc do niewoli ponad 300 atakujących. Błędnie przyjęto, że to Fallschirmjäger (niemieccy spadochroniarze) obsadzali obronę i byli odpowiedzialni za tę brytyjską porażkę. Dziennik wojenny Afrika Korps odnotowuje, że włoska jednostka spadochroniarzy „poniosła ciężar ataku. Walczyli dobrze i zadali wrogowi duże straty”.

### Plan Osi

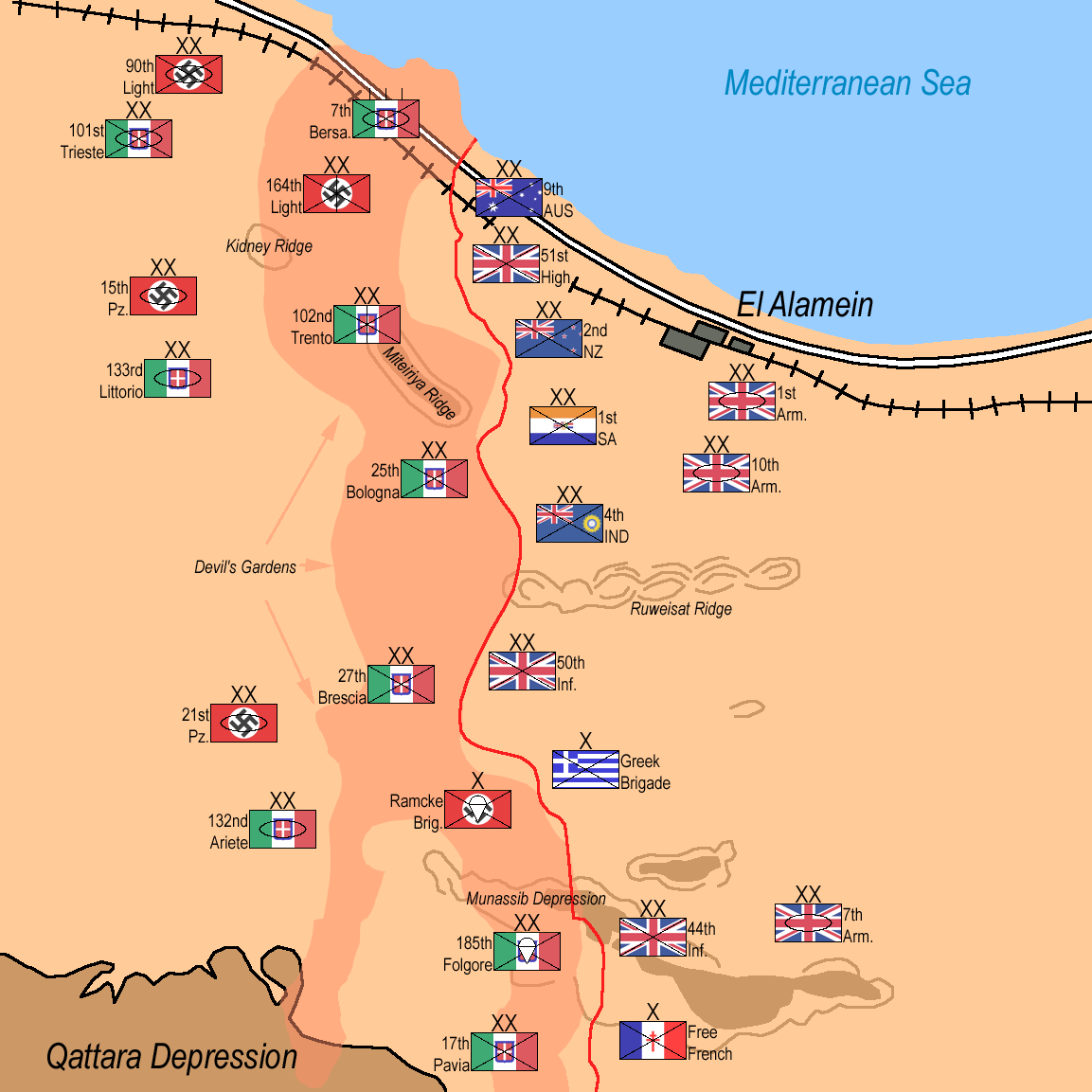
Rozmieszczenie sił w przededniu bitwy

Po niepowodzeniu w bitwie pod Alam Halfa siły Osi przeszły do defensywy, ale straty nie były tak ciężkie, aby uniemożliwić im dalsze działania bojowe. Linia zaopatrzeniowa Osi z Trypolisu była jednak niezwykle długa, a zdobyte w Tobruku brytyjskie zapasy i sprzęt zostały wyczerpane, mimo to Rommel zdecydował się na marsz do Egiptu.
8 Armia była zaopatrywana w ludzi i materiały z Wielkiej Brytanii, Indii, Australii i Nowej Zelandii, a także w ciężarówki i nowe czołgi Sherman ze Stanów Zjednoczonych. Rommel nadal prosił o sprzęt, zaopatrzenie i paliwo, ale priorytetem niemieckiego wysiłku wojennego był teraz front wschodni, a do Afryki Północnej docierały bardzo ograniczone dostawy. Rommel był chory i na początku września podjęto decyzję, aby wrócił do Niemiec na urlop chorobowy, podcza gdy gen. Georg Stumme został przeniesiony z frontu wschodniego, aby tymczasowo zająć jego miejsce. Zanim 23 września wyjechał na urlop, Rommel zorganizował obronę i napisał długą ocenę sytuacji do Oberkommando der Wehrmacht, ponownie przedstawiając jej podstawowe potrzeby Armii Pancernej.

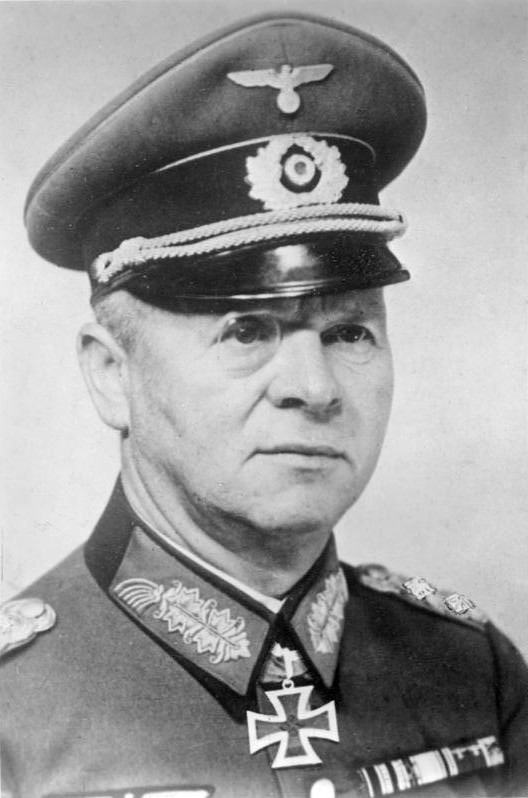
Gen. Georg Stumme w 1940 roku

Rommel wiedział, że siły brytyjskie i Wspólnoty Narodów wkrótce będą wystarczająco wzmocnione, aby zaatakować. Jego jedyną nadzieją było to, że niemieckie siły walczące w bitwie stalingradzkiej szybko pokonają Armię Czerwoną, a następnie ruszą na południe przez Kaukaz i zagrożą Persji oraz Bliskiemu Wschodowi. W przypadku powodzenia, duża liczba sił brytyjskich i sojuszniczych musiałaby zostać przeniesiona z frontu egipskiego, aby wzmocnić 9 Armię w Iranie, co doprowadziłoby do odroczenia ofensywy przeciwko jego armii. Rommel miał też nadzieję przekonać OKW do wzmocnienia swoich sił na potrzeby ewentualnego połączenia Panzerarmee Afrika z armiami niemieckimi walczącymi w południowej Rosji, umożliwiając im ostateczne wspólne pokonanie aliantów w Afryce Północnej i na Bliskim Wschodzie.
W międzyczasie Panzerarmee okopała się i czekała na atak 8 Armii lub klęskę sowietów pod Stalingradem. Rommel dodał głębi swojej obronie, tworząc co najmniej dwa pasy min oddalone od siebie o około 5 km, aby utworzyć pola (tzw. ogrody diabła), które miały ograniczyć penetrację wroga i pozbawić brytyjskie czołgi pola manewru. Przednia część każdego pola była lekko broniona przez posterunki bojowe, a reszta nieobsadzona, ale obsiana minami i pułapkami wybuchowymi oraz osłaniana ogniem krzyżowym. Główne pozycje obronne zostały zbudowane na głębokości co najmniej 2 km za drugim pasem min. Żołnierze Osi rozłożyli około pół miliona min, głównie min przeciwpancernych Teller z kilkoma mniejszymi typami min przeciwpiechotnych (takich jak mina S) (wiele z tych min było produkcji brytyjskiej i zostało zdobytych w Tobruku). Aby zwabić wrogie pojazdy na pola minowe, Włosi ciągnęli zawieszone na linie koła, aby stworzyć bruzdy w piasku, które miały wyglądać na koleiny po gąsienicach.

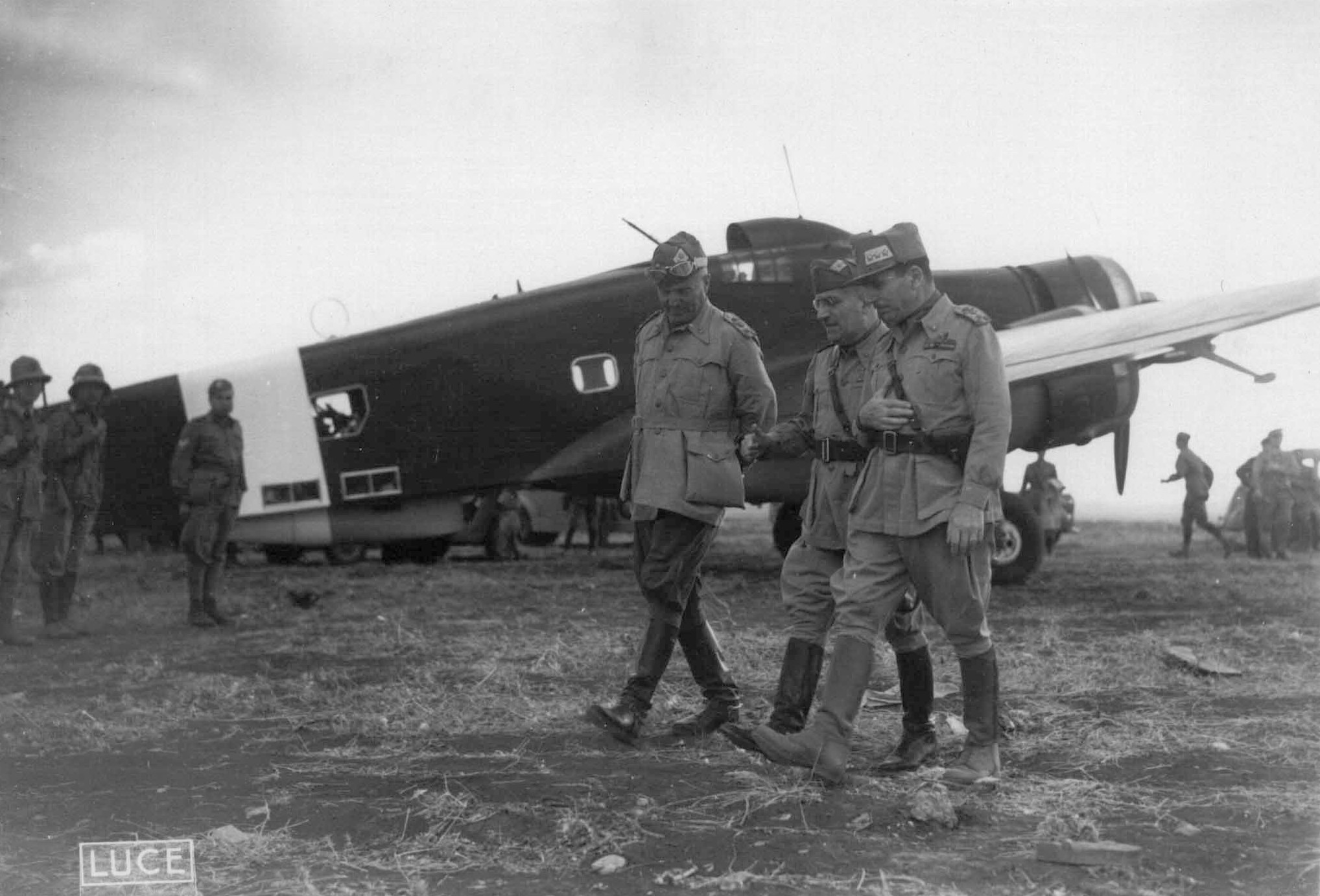
Włoscy generałowie w czasie narady. Od lewej do prawej: Curio Barbasetti, Ugo Cavallero i Ettore Bastico

Rommel nie chciał, aby brytyjskie czołgi wyszły na otwartą przestrzeń, ponieważ nie miał ani siły liczebnej, ani paliwa, aby dorównać im w bitwie manewrowej. Walka musiała zostać stoczona w strefach ufortyfikowanych, a wyłom nieprzyjaciela szybko pokonany. Rommel wzmocnił swoje linie, naprzemiennie ustawiając niemieckie i włoskie formacje piechoty. Ponieważ brytyjska dezinformacja wprowadziła dowództwo osi w błąd co do miejsca ataku, Rommel odstąpił od swojej zwykłej praktyki utrzymywania sił pancernych w skoncentrowanej rezerwie i podzielił je na grupę północną (15 Dywizja Pancerna i 133 Dywizja Pancerna „Littorio”) oraz grupę południową (21 Dywizja Pancerna i 132 Dywizja Pancerna „Ariete”), z których każda została zorganizowana w grupy bojowe, aby móc dokonać szybkiej interwencji pancernej, gdziekolwiek spadnie uderzenie wroga i zapobiec powiększaniu się wąskich wyłomów. Znaczna część jego rezerw pancernych została rozproszona i trzymana daleko z przodu. 15 Dywizja Pancerna miała 125 sprawnych czołgów (16 Pz.II, 43 Pz.III Ausf H, 43 Pz.III Ausf J, 6 Pz.IV Ausf D oraz 15 Pz.IV Ausf F), podczas gdy 21 Dywizja Pancerna miała 121 pojazdów gotowych do użycia w boju (12 Pz.II, 38 Pz.III Ausf H, 43 Pz.III Ausf J, 2 Pz.IV Ausf D i 15 Pz.IV Ausf F).
Rommel trzymał 90 Dywizję Lekką dalej z tyłu i 101 Dywizję Zmotoryzowaną „Trieste” w rezerwie w pobliżu wybrzeża. Miał nadzieję, że jego wojska będą przemieszczać się szybciej niż alianci, aby skoncentrować obronę w najważniejszym punkcie (Schwerpunkt), ale brak paliwa oznaczał, że po skoncentrowaniu Panzerarmee nie będzie ona mogła przemieścić się ponownie z powodu braku paliwa. Brytyjczycy doskonale zdawali sobie sprawę z tego, że Rommel nie będzie w stanie zorganizować obrony w oparciu o swoją zwykłą taktykę manewrową, ale nie wyłonił się jasny obraz tego, jak będzie walczył w nadchodzącej bitwie, a brytyjskie plany poważnie niedoszacowały obronę Osi i siłą bojową Panzerarmee.

## Bitwa

### Faza pierwsza: włamanie

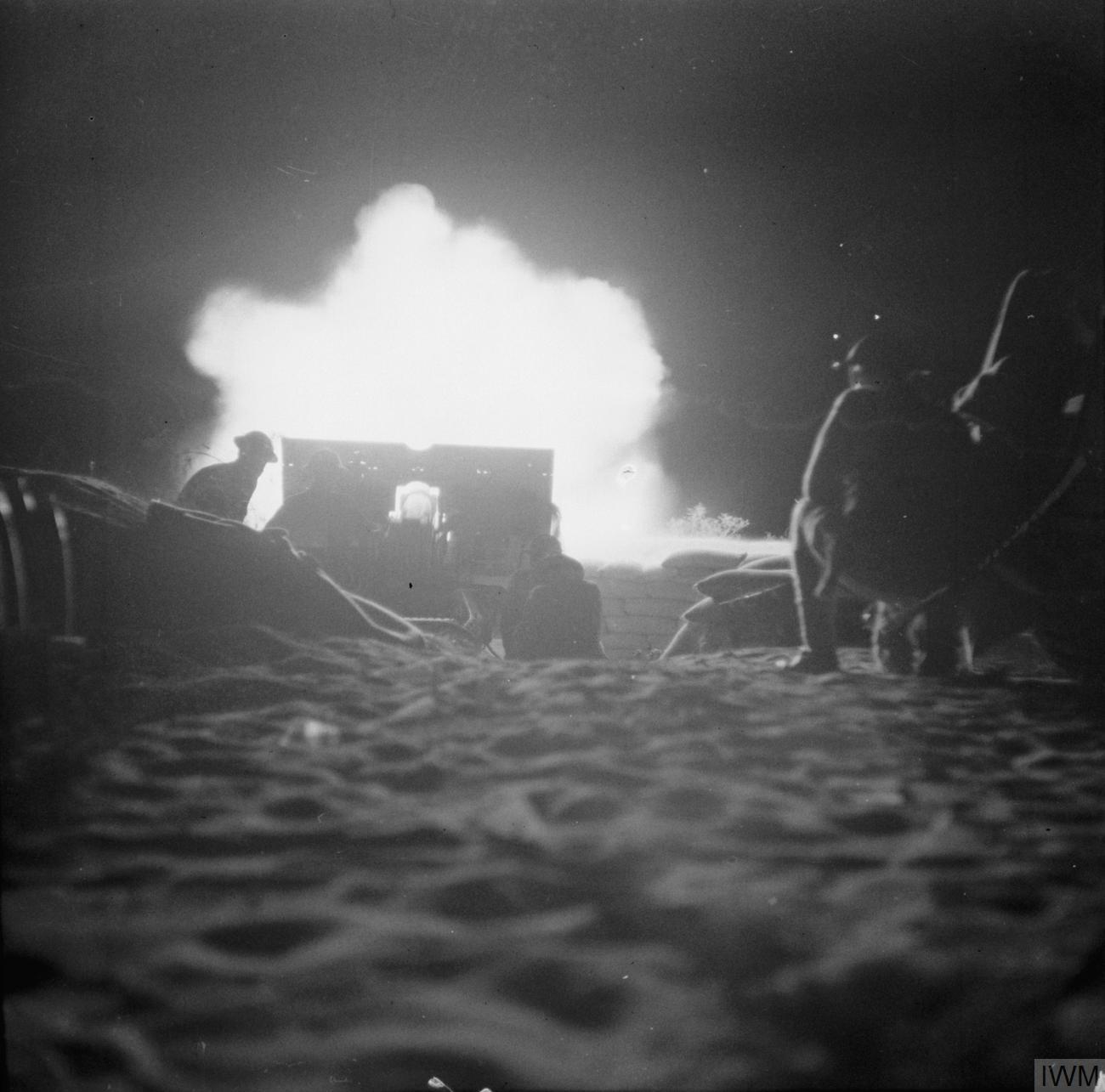
Brytyjski nocny ostrzał artyleryjski, który rozpoczął II bitwę pod El Alamein

Przed głównym przygotowaniem artyleryjskim miała miejsce dywersja 24 Brygady Australijskiej, w ramach której 15 Dywizja Pancerna została poddana ciężkiemu ostrzałowi trwającemu kilka minut. Następnie o godz. 21:40 23 października, nazwanym Dniem D (ang. D-Day), spokojnego, przejrzystego wieczora pod jasnym niebem przy pełni księżyca, od ostrzału z tysiąca dział rozpoczęła się operacja Lightfoot. Plan przygotowania artyleryjskiego został tak opracowany, aby pierwsze pociski z 882 z armat polowych i średnich wylądowały wzdłuż 64 km frontu w tym samym czasie. Po dwudziestu minutach ogólnego ostrzału działa przestawiły się na precyzyjne cele, aby wesprzeć nacierającą piechotę. Ostrzał trwał pięć i pół godziny, w czasie których każde działo wystrzeliło około 600 pocisków, a w sumie 529 000 pocisków.
Operacja Lightfoot zakładała atak piechoty jako pierwszej. Miny przeciwpancerne nie mogły zostać zdetonowane przez żołnierzy po nadepnięciu na nie, ponieważ człowiek nie ma wystarczającej siły nacisku. W czasie gdy piechota nacierała, saperzy musieli oczyścić drogę dla czołgów nadjeżdżających z tyłu. Każdy korytarz miał mieć szerokość ok. 7 m, co było wystarczające, aby czołgi mogły przejechać przez nią w jednym szeregu. Inżynierowie musieli oczyścić trasę przez ogrody diabła o długości 8 km. Było to trudne zadanie, którego nie udało się wykonać ze względu na głębokość pól minowych Osi.

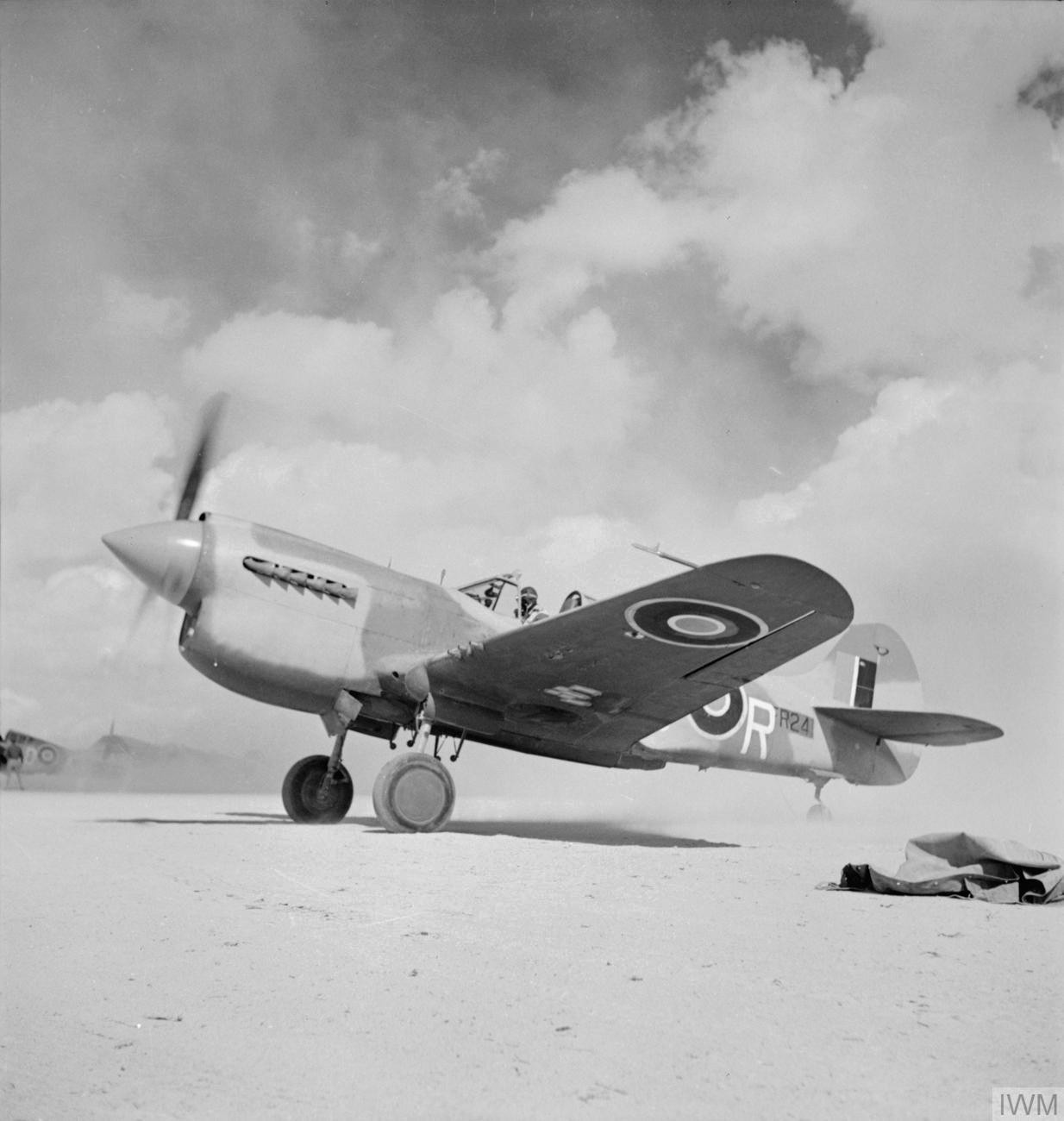
Kittyhawk Mark III z 250 Dywizjonu RAF na LG 91 w Egipcie podczas operacji Lightfoot

O godzinie 22:00 cztery dywizje piechoty XXX Korpusu rozpoczęły natarcie. Celem było utworzenie przyczółka przed świtem na linii na pustyni, gdzie znajdowały się najsilniejsze wrogie umocnienia obronne, po drugiej stronie drugiego pasa min. Gdy piechota dotarła do pierwszych pól minowych, trały przeciwminowe, w tym żołnierze Korpusu Rozpoznawczego i saperzy, ruszyli, by oczyścić przejście dla dywizji pancernych X Korpusu. Postęp był wolniejszy niż planowano, ale o 2:00 pierwszy z 500 czołgów ruszył naprzód. O 4:00 czołgi prowadzące znalazły się na polach minowych, gdzie wzbiły tyle kurzu, że widoczność była zerowa, tworzyły się zatory, aż wreszcie pojazdy czołgi ugrzęzły. Tylko około połowa oddziałów piechoty osiągnęła swoje cele, a żaden z czołgów nie przebił się.
1 Dywizja Południowoafrykańska, na lewym skrzydle XXX Korpusu, zaatakowała na froncie dwóch brygad, aby zabezpieczyć południowy kraniec grzbietu Miteirya, z 2 Brygadą Piechoty Południowoafrykańską po prawej i 3 Brygadą Piechoty Południowoafrykańską po lewej. 1 Południowoafrykańska Brygada Piechoty została rozmieszczona dalej na południe, aby stworzyć osłonę przeciwpancerną dla lewego skrzydła ataku. Do godz. 8:00 24 października grzbiet Miteirya został zabezpieczony po całej nocy ciężkich walk i za cenę dużej liczby ofiar.

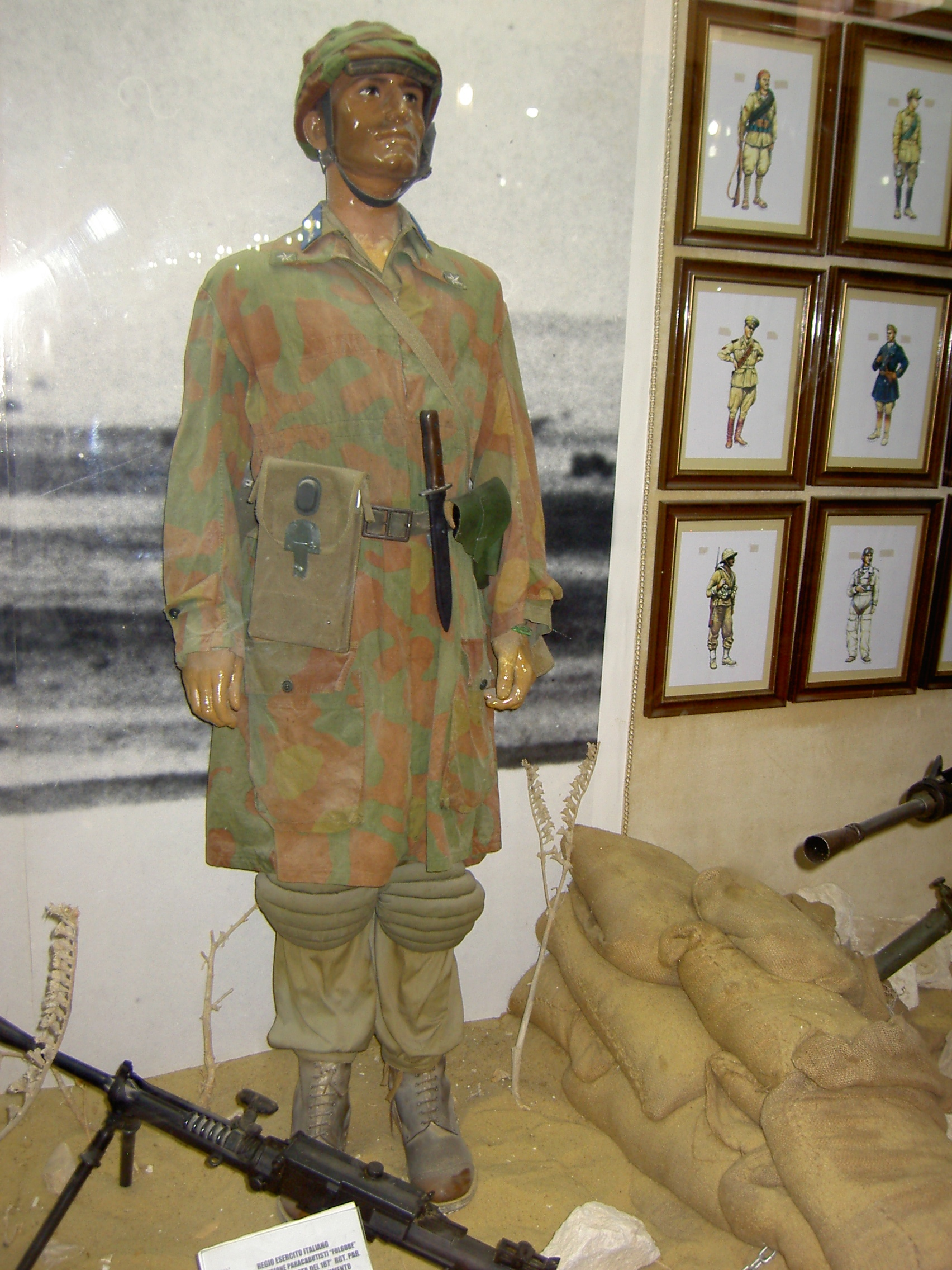
Oryginalny mundur wojskowy włoskiego spadochroniarza z Dywizji „Folgore” z 1942 roku

7 Dywizja Pancerna (z Brygadą Wolnych Francuzów pod swoim dowództwem) z XIII Korpusu gen. por. Horrocksa przeprowadziła drugorzędny atak na południu. Główny atak miał na celu osiągnięcie przełomu, związanie walką i unieruchomienie 21 Dywizji Pancernej i Dywizji „Ariete” wokół Jebel Kalakh, podczas gdy Wolni Francuzi na skrajnym lewym skrzydle mieli zabezpieczyć Qaret el Himeimat i płaskowyż el Taqa. Prawe skrzydło ataku miało być chronione przez 44 Dywizję Piechoty ze 131 Brygadą Piechoty. Atak napotkał zdecydowany opór, głównie ze strony 185 Dywizji Spadochronowej „Folgore”, części Brygady Spadochronowej Ramcke i Gruppe Keil.
Pola minowe były głębsze niż przewidywano, a oczyszczenie przez nie ścieżek było utrudnione przez ogień obronny wojsk Osi. Do świtu 24 października ścieżki przez drugie pole minowe nadal nie zostały oczyszczone, aby wypuścić 22. i 4 Lekką Brygadę Pancerną na otwartą przestrzeń, aby wykonać planowany zwrot na północ, na tyły pozycji wroga 8 km na zachód od Deir el Munassib. Dalej na północ wzdłuż frontu XIII Korpusu, 50 Dywizja Piechoty Northumbrian odniosła ograniczony i kosztowny sukces w starciu ze zdecydowanym oporem 17 Dywizji Piechoty „Pavia”, 27 Dywizji Piechoty „Brescia” i elementów 185 Dywizji Spadochronowej „Folgore”. 4 Indyjska Dywizja Piechoty, na dalekim lewym krańcu frontu XXX Korpusu na grzbiecie Ruweisat, przeprowadziła pozorowany atak i dwa małe rajdy, aby odwrócić uwagę od centrum frontu.

### Faza druga: kruszenie wroga

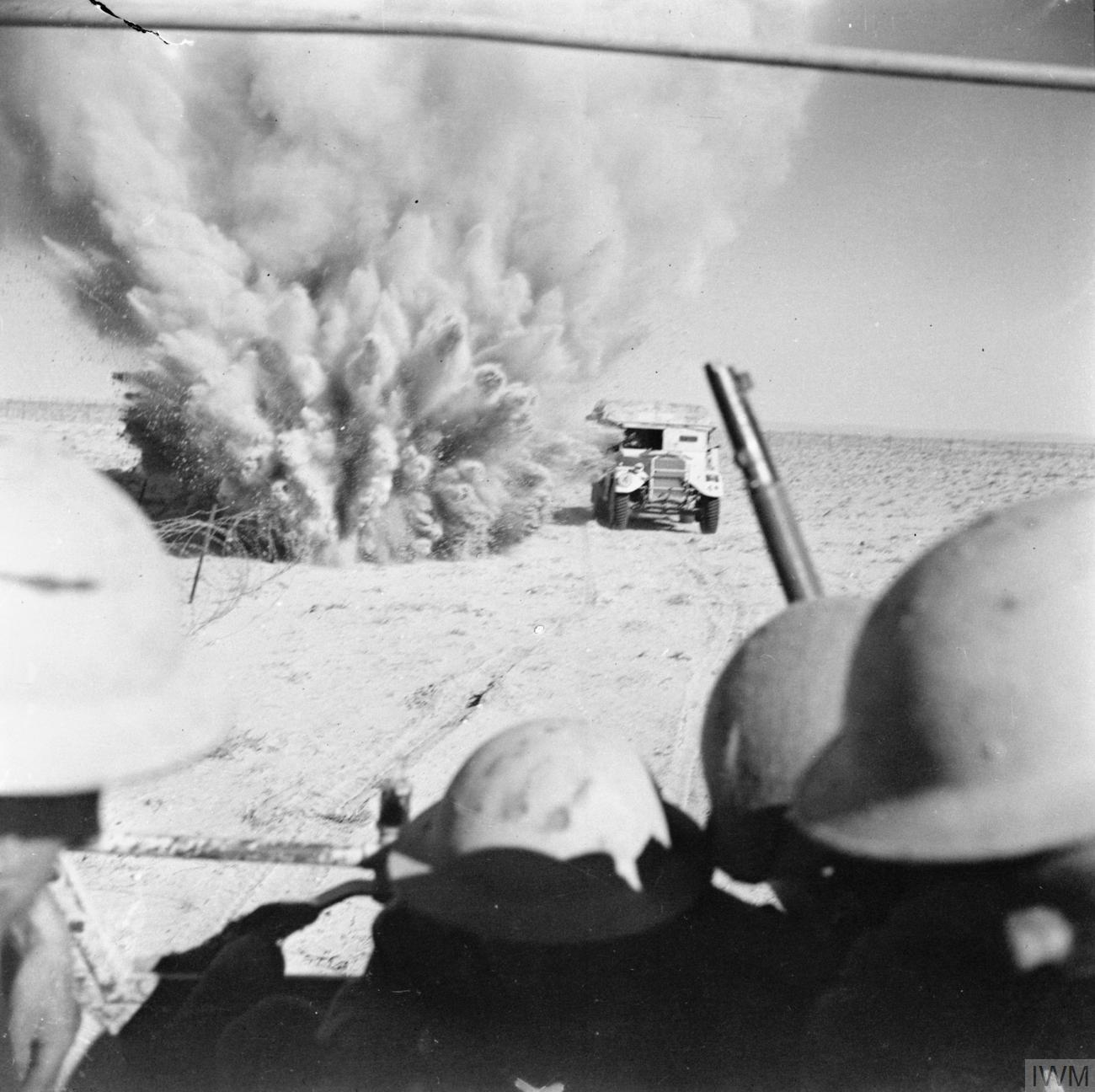
Mina wybucha w pobliżu brytyjskiego ciągnika artyleryjskiego, gdy ten posuwa się przez wrogie pola minowe i drut kolczasty do nowej linii frontu

Rozpoznanie lotnicze o świcie wykazało niewielką zmianę w rozmieszczeniu sił Osi, a Montgomery nakazał dokończenie oczyszczania północnego korytarza, podczas gdy nowozelandzka dywizja wspierana przez 10 Dywizję Pancerną powinna nacierać na południe od grzbietu Miteirya. 9 Dywizja Australijska na północy miała zaplanować operację kruszenia wroga na tę noc, podczas gdy w sektorze południowym 7 Dywizja Pancerna powinna kontynuować próby przebicia się przez pola minowe ze wsparciem, jeśli to konieczne, 44 Dywizji. Jednostki pancerne Osi przeprowadziły kontratak na 51 Dywizję Highland tuż po wschodzie słońca, ale zostały zatrzymane w miejscu.

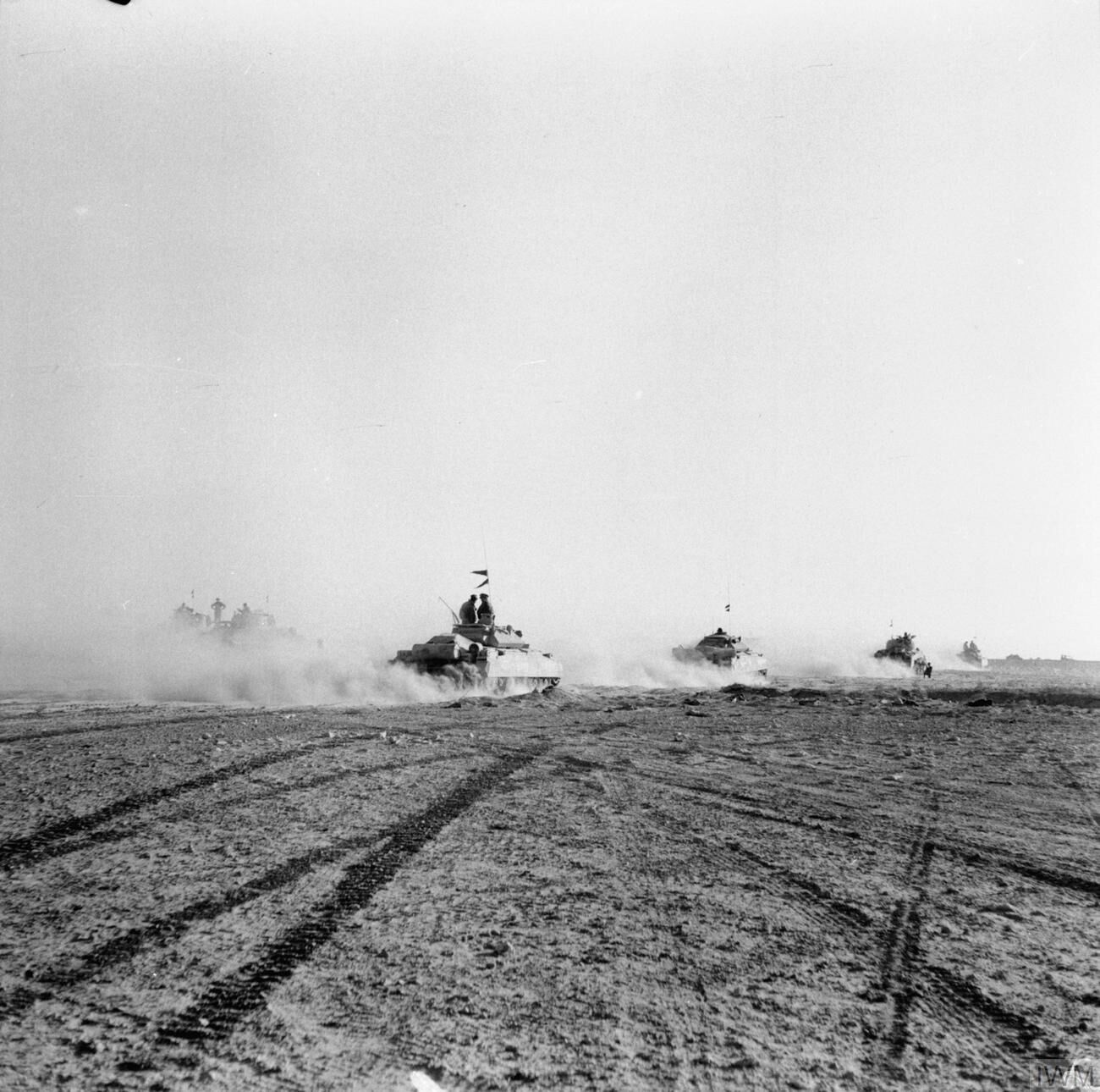
Brytyjskie czołgi nacierają, aby zaatakować niemieckie siły pancerne po tym, jak piechota otworzyła luki w polu minowym Osi w El Alamein, 24 października 1942 roku

Sobotni poranek 24 października przyniósł katastrofalne wieści niemieckiej kwaterze głównej. Siły Osi zostały oszołomione brytyjskim atakiem, a wiadomości z frontu stały się mylące i histeryczne; jedna włoska jednostka przekazała Niemcom, że została zmieciona przez „pijanych Murzynów z czołgami”. Raporty, które gen. Stumme otrzymał tego ranka, wykazały, że ataki miały miejsce na szerokim froncie, ale tak niewielka penetracja, jaka dotychczas miała miejsce, powinna być powstrzymana przez jednostki znajdujące się na linii. Stumme wyruszył, aby zbadać sytuację osobiście i znalazłszy się pod ostrzałem, doznał zawału serca i zmarł.
Tymczasowe dowództwo powierzono gen. mjr. Wilhelmowi von Thoma. Hitler już zdecydował, że Rommel powinien opuścić sanatorium i wrócić do Afryki Północnej. Rommel poleciał do Rzymu wcześnie rano 25 października, aby naciskać na Comando Supremo o więcej paliwa i amunicji, a następnie udał się do Afryki Północnej, aby tej nocy przejąć dowodzenie nad Armią Pancerną Afryka, przemianowaną tego dnia na Niemiecko-Włoską Armię Pancerną (Deutsch-Italienische Panzerarmee). Przybycie Rommla podniosło morale Niemców, chociaż niewiele mógł ona zrobić, aby zmienić bieg bitwy. W ciągu dnia toczono niewiele walk, do czasu całkowitego oczyszczenia ścieżek przez pola minowe. Siły pancerne zostały zatrzymane na linii Oxalic. Artyleria i samoloty RAF-u, wykonując ponad 1000 lotów bojowych, atakowały pozycje Osi przez cały dzień, aby pomóc w kruszeniu sił Osi. Do godziny 16:00 postęp był niewielki.
O zmierzchu, mając słońce za plecami, czołgi Osi z 15 Dywizji Pancernej i Dywizja „Littorio” wyruszyły z Kidney (znanego Niemcom i Włochom również jako Wzgórze 28), często błędnie nazywanego grzbietem, ponieważ w rzeczywistości było to obniżenie terenu, aby związać walką 1 Dywizję Pancerną i tak rozpoczęła się pierwsza duża walka czołgów pod El Alamein. Wzięło w niej udział ponad 100 pojazdów, a połowa została zniszczona w ciemności; żadna z pozycji walczących stron nie została zmieniona.

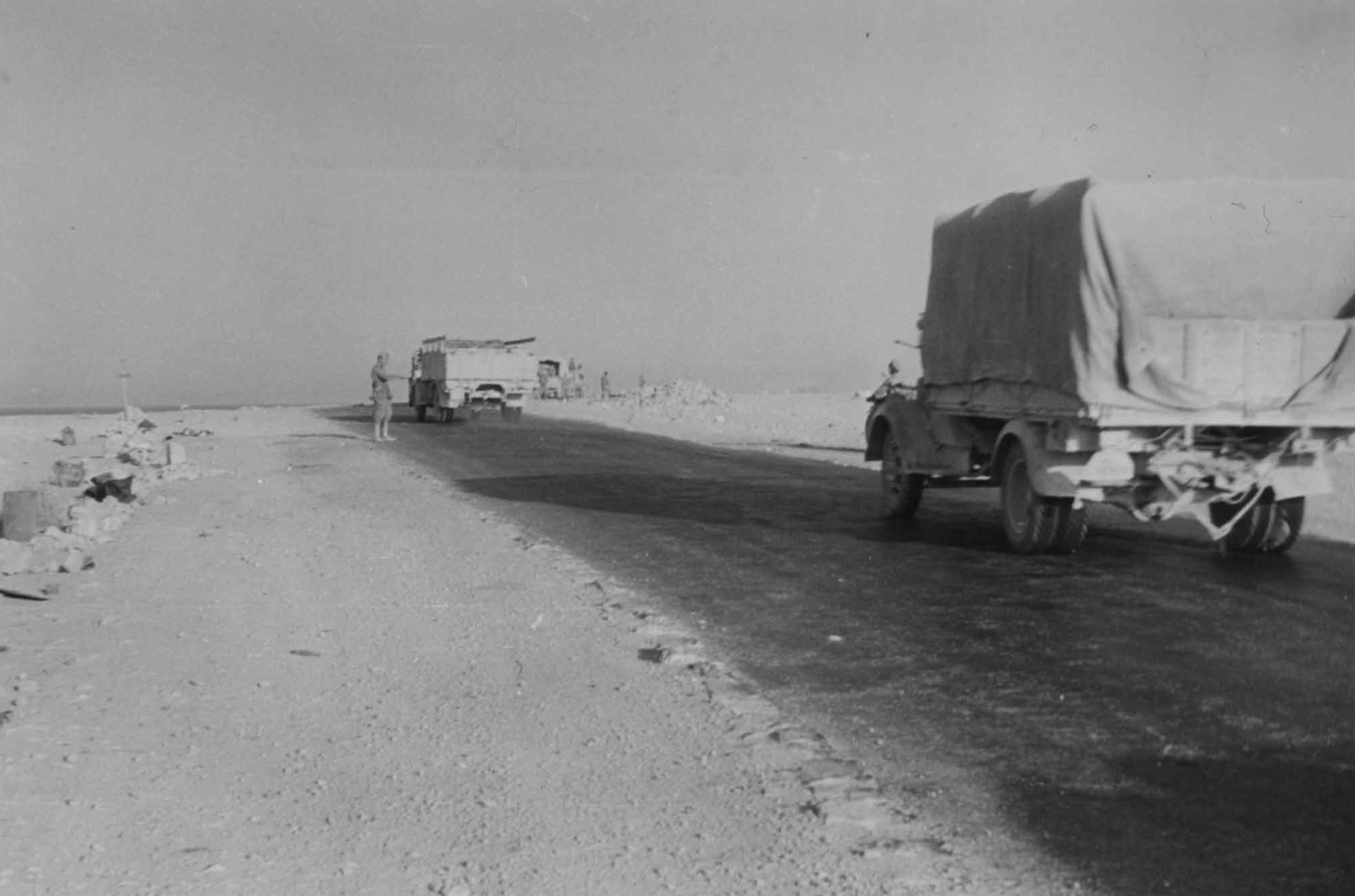
Włoskie posiłki w czasie ostatecznego starcia pod El Alamein

Około godziny 10:00 samoloty Osi zniszczyły konwój 25 brytyjskich pojazdów przewożących benzynę i amunicję, wywołując całonocny pożar; Lumsden chciał odwołać atak, ale Montgomery kazał mu kontynuować. Tej nocy atak 10 Dywizji Pancernej z grzbietu Miteirya nie powiódł się. Czyszczenie z min grzbietu Miteirya i dalej położonego terenu trwało znacznie dłużej niż planowano, a czołowa jednostka, 8 Brygada Pancerna, została zaskoczona na linii wyjściowej o godzinie 22:00 przez atak powietrzny i rozproszona. Kiedy się zreorganizowała, była już znacznie w tyle za harmonogramem bitwy i straciła kontakt z pełzającym ostrzałem artyleryjskim. O świcie brygada została zaskoczona na otwartej przestrzeni, ponosząc straty z powodu silnego ostrzału z dobrze rozmieszczonych czołgów i dział przeciwpancernych. 24 Brygada Pancerna ruszyła naprzód i o świcie zameldowała, że jest na linii Piersona, chociaż okazało się, że w pyle i zamieszaniu pomylili swoją pozycję i byli daleko od niej.
Atak w sektorze XIII Korpusu na południu nie wypadł lepiej. 131 Brygada Piechoty utorowała sobie drogę przez miny, ale gdy przeszła przez nie 22 Brygada Pancerna, znalazła się pod ciężkim ostrzałem i została odparta, a 31 z jej czołgów zostało obezwładnionych. Brytyjskie działania powietrzne tej nocy skupiły się na północnej grupie pancernej Rommla, na którą zrzucono 122 t bomb. Aby zapobiec powtórzeniu się doświadczeń 8 Brygady Pancernej, nasiliły się również ataki z powietrza na pozycje wyjściowe Osi.

#### D + 2: 25 października
Pierwszy atak zakończył się w niedzielę. Brytyjczycy przedostali się przez pola minowe na zachodzie, tworząc szeroki na 9,7 km i głęboki na 8 km wyłom. Znajdowali się na szczycie grzbietu Miteirya na południowym wschodzie. Siły Osi były mocno okopane na większości swoich pierwotnych pozycji obronnych, a natarcie aliantów zostało powstrzymane. Montgomery uznał, że planowany atak Nowozelandczyków na południe od grzbietu Miteirya będzie zbyt kosztowny i zamiast tego postanowił, że XXX Korpus – utrzymując silną pozycję w Miteirya – powinien uderzyć na północ w kierunku wybrzeża z 9 Dywizją Australijską. 1 Dywizja Pancerna – po lewej stronie Australijczyków – powinna kontynuować atak na zachód i północny zachód; aktywność na południu na obu frontach korpusu miałaby się ograniczyć do patrolowania. Bitwa miała skoncentrować się na cechach Kidney i Tel el Eisa, aż do osiągnięcia przełamania.

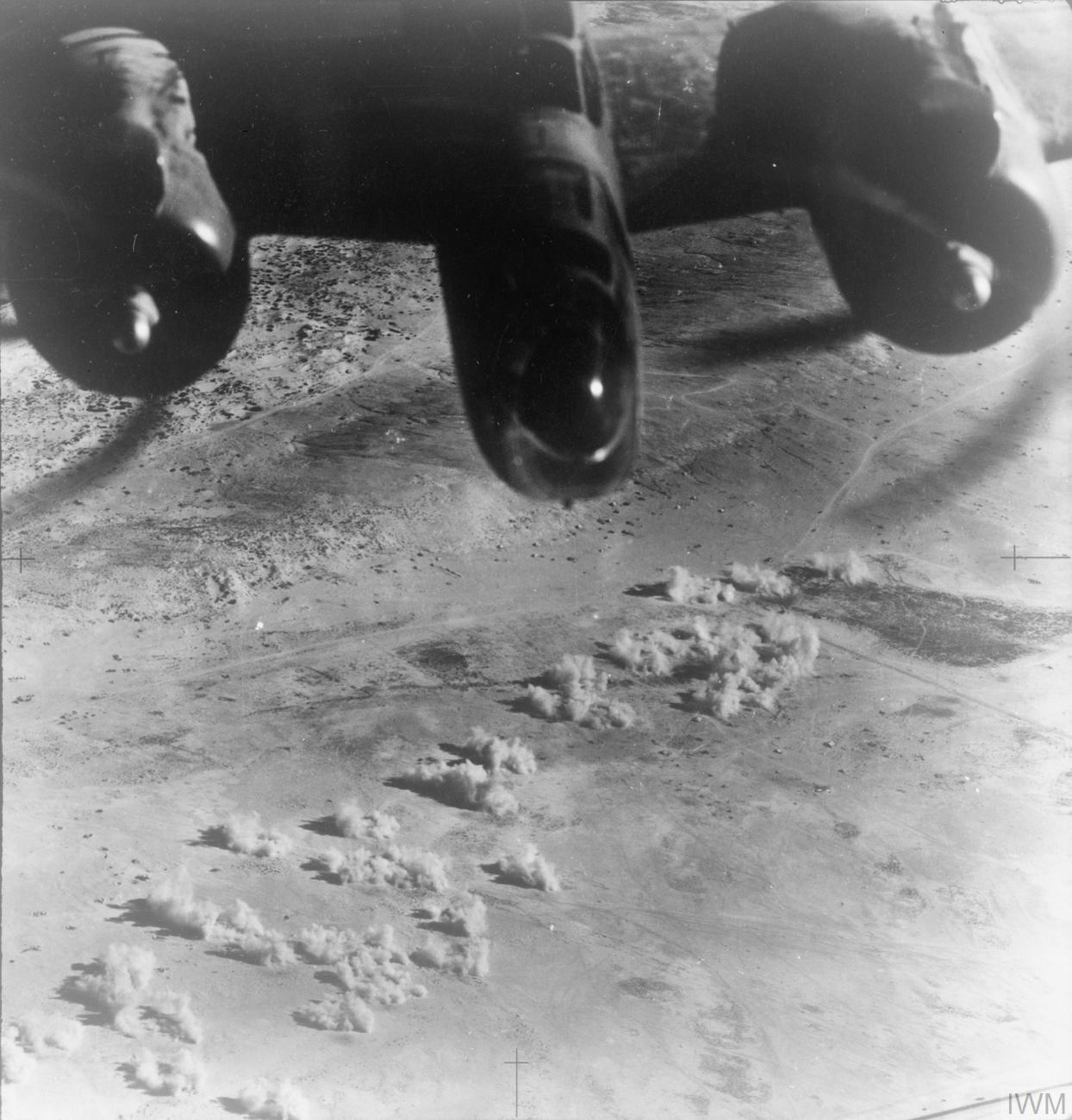
RAF Baltimore z 223 Dywizjonu bombarduje lotnisko El Daba, aby wesprzeć ofensywę pod Alamein

Wczesnym rankiem siły Osi rozpoczęły kontrataki przy użyciu 15 Dywizji Pancernej i Dywizji „Littorio”. Armia Pancerna badała słabe punkty przeciwnika, ale bez powodzenia. Brytyjska i sojusznicza piechota zaatakowała o zmierzchu. Około północy 51 Dywizja Highland rozpoczęła trzy ataki, lecz nikt nie wiedział, gdzie dokładnie się znajdują. Rozpoczęło się zamieszanie i rzeź, w wyniku których zginęło ponad 500 żołnierzy brytyjskich, a wśród atakujących pozostał przy życiu tylko jeden oficer. Podczas gdy 51 Dywizja Highland operowała wokół Kidney, Australijczycy atakowali Punkt 29 (czasami podpisywany na mapach Osi jako „28”), 6-metrowy posterunek obserwacyjny artylerii Osi na południowy zachód od Tel el Eisa, aby otoczyć przybrzeżny występ Osi, w którym stacjonowała niemiecka 164 Dywizja Lekka i duża liczba włoskiej piechoty.
To był nowy północny atak, który Montgomery wymyślił wcześniej tego samego dnia. 26 Brygada Australijska zaatakowała o północy, wspierana przez artylerię i 30 czołgów z 40 Królewskiego Pułku Czołgów. Australijczycy zajęli pozycję i wzięli 240 jeńców. Walki trwały w tym rejonie przez następny tydzień, ponieważ siły Osi próbowały odzyskać niewielkie wzgórze, które było tak ważne dla ich obrony. Nocne bombowce zrzuciły 117 t bomb na cele na polu bitwy i 14 t na bazę sztukasów w Sidi Haneish, podczas gdy nocne myśliwce patrolowały obszar bitwy i wysunięte lądowiska Osi. Na południu 4 Brygada Pancerna i 69 Brygada Piechoty zaatakowały 187 Pułk Spadochronowy Dywizji „Folgore” w Deir Munassib, ale straciły około 20 czołgów, zdobywając jedynie wysunięte pozycje.

### Faza trzecia: kontratak

#### D + 3: 26 października

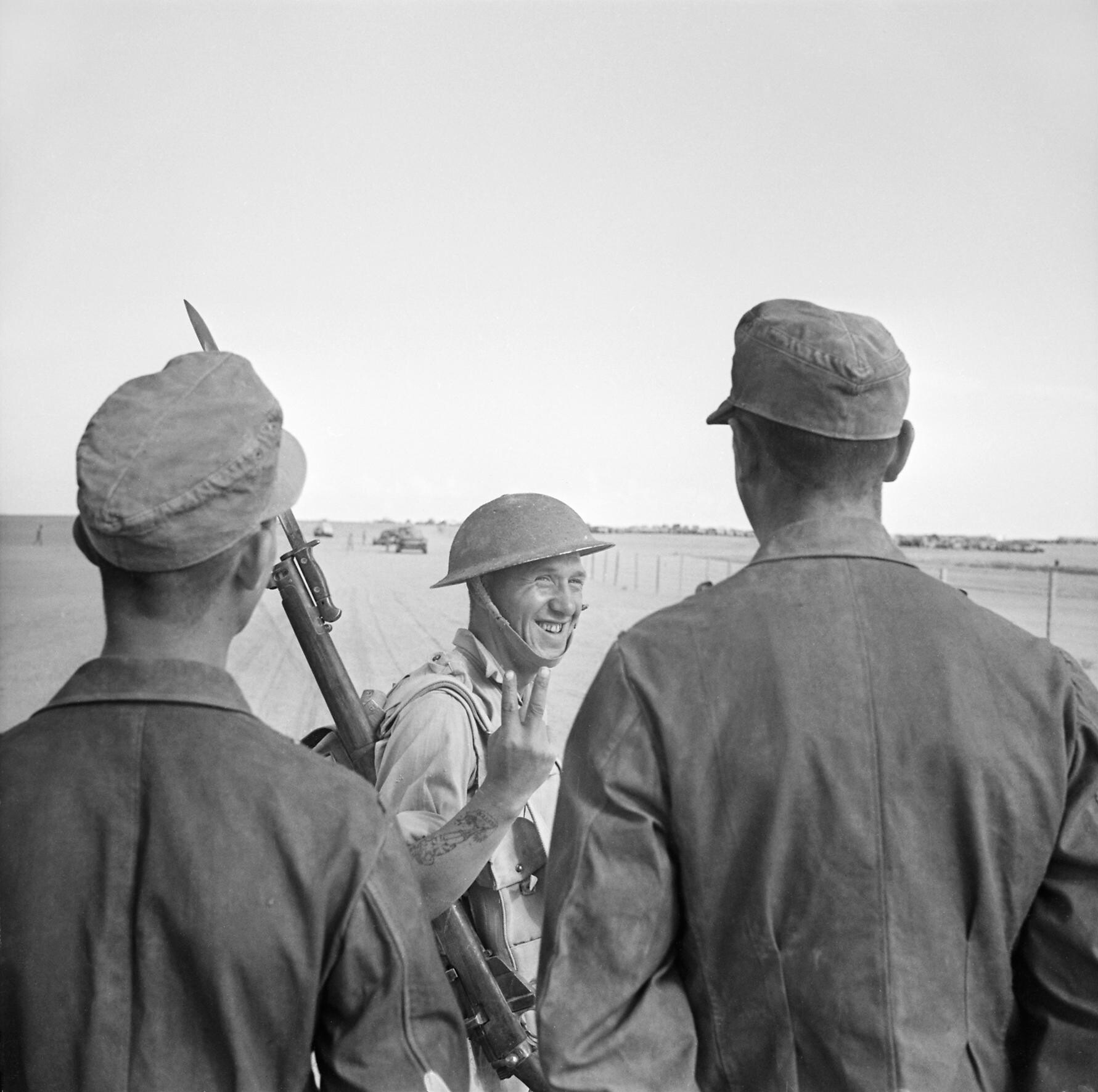
Brytyjski żołnierz pokazuje symbol zwycięstwa niemieckim jeńcom schwytanym pod El Alamein, 26 października 1942

Rommel, po powrocie do Afryki Północnej wieczorem 25 października, ocenił przebieg bitwy. Straty, szczególnie na północy, w wyniku nieustannego ostrzału artyleryjskiego i ataków lotniczych, były poważne. Włoska 102 Dywizja Zmotoryzowana „Trento” straciła 50 procent piechoty i większość artylerii, a 164 Dywizja Lekka – dwa bataliony. 15 Dywizja Pancerna i Dywizja „Littorio” uniemożliwiły przebicie się brytyjskim czołgom, ale był to kosztowny sukces obronny, 15 Dywizja Pancerna została zredukowana do siły 31 czołgów. Większość innych jednostek również znajdowała się w stanie surowym, otrzymywała tylko połowę racji żywnościowych, a wielu żołnierzy było chorych; Panzerarmee Afrika miała wystarczającą ilość paliwa zaledwie na trzy dni.
Rommel był w tym czasie wciąż przekonany, że główny atak nastąpi na północy i postanowił odbić Punkt 29. Rozkazał 15 Dywizji Pancernej i 164 Dywizji Lekkiej, z elementami włoskiego XX Korpusu rozpocząć kontratak o 15:00, ale przy ciągłym ostrzale artyleryjskim i lotniczym zamiary te spełzły na niczym. Według Rommla atak odniósł pewien sukces, gdyż Włosi odzyskali część Wzgórza 28:

Ataki na Wzgórze 28 rozpoczęły teraz oddziały 15 Dywizji Pancernej, „Littorio” oraz batalionu Bersaglieri, wspierane przez skoncentrowany ogień całej zgromadzonej artylerii i obrony przeciwlotniczej. Wieczorem część batalionu Bersaglieri zdołała zająć wschodnie i zachodnie krańce wzgórza

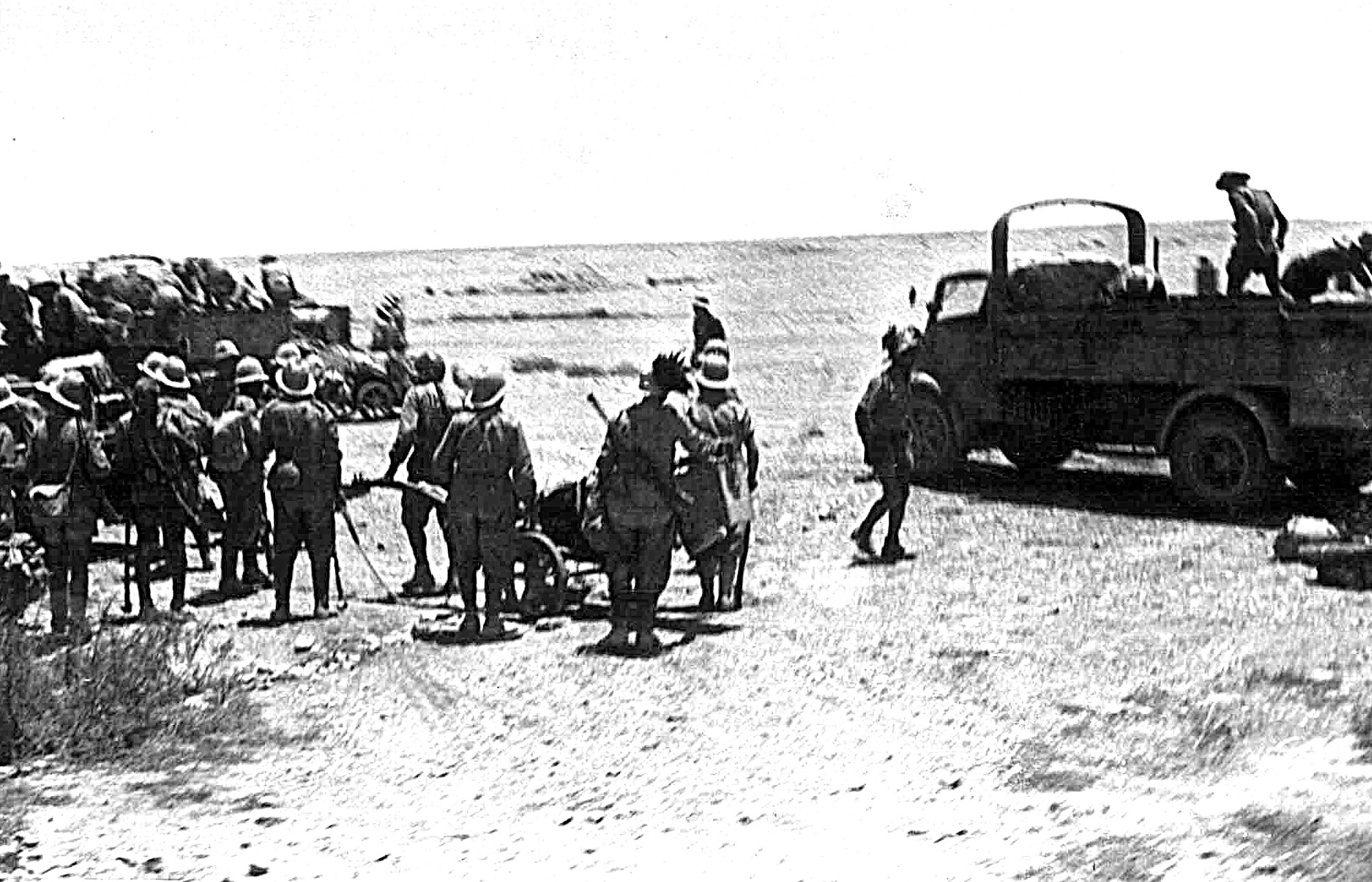
Włoskie wojska gromadzą się przed bitwą

Główna część 2/17. batalionu australijskiego, który bronił tej pozycji, została zmuszona do odwrotu. Rommel zmienił swoją taktykę rozmieszczania sił pancernych na froncie, wydając rozkaz 90 Dywizji Lekkiej przesunięcia się do przodu z Ed Daba i 21 Dywizji Pancernej na północ wraz z jedną trzecią Dywizji „Ariete” i połową artylerii z południowego sektora, aby dołączyły do 15 Dywizji Pancernej i Dywizji „Littorio”. Manewru nie można było już cofnąć z powodu braku paliwa. Dywizja „Trieste” otrzymała rozkaz z Fuki, aby zastąpić 90 Dywizję Lekką w Ed Daba, ale 21 Dywizja Pancerna i Dywizja „Ariete” poczyniły powolne postępy w nocy pod ciągłym bombardowaniem bombowców RAF-u.
Pod Kidney Brytyjczycy nie potrafili wykorzystać braku czołgów nieprzyjaciela; za każdym razem, gdy próbowali ruszyć naprzód, byli zatrzymywani przez działa przeciwpancerne. Churchill grzmiał: „Czy naprawdę nie można znaleźć generała, który może wygrać tę bitwę?”. Bombowce torpedowe Bristol Beaufort z 42 Dywizjonu, przydzielone teraz do 47 Dywizjonu, zatopiły tankowiec „Proserpina” w Tobruku; trzy bombowce torpedowe Vickers Wellington z 38 Dywizjonu zniszczyły tankowiec „Tergestea” w Tobruku w nocy, pozbawiając tym samym Panzerarmee Afrika jej ostatniej nadziei na uzupełnienie paliwa.
Do 26 października XXX Korpus zakończył zdobywanie przyczółka na zachód od drugiego pasa minowego. Brytyjskie siły poniosły 2000 ofiar, Australijczycy 1000, Nowozelandczycy 1000, a Południowoafrykańczycy 600. Czołgi X Korpusu, rozmieszczone tuż za piechotą, nie zdołały przebić się przez obronę przeciwpancerną Osi. Montgomery zdecydował, że w ciągu następnych dwóch dni, kontynuując proces kruszenia wroga, przerzedzi swoją linię frontu, aby utworzyć rezerwę na kolejny atak. Rezerwa miała obejmować 2 Dywizję Nowozelandzką (z 9 Brygadą Pancerną pod jej dowództwem), 10. i 7 Dywizję Pancerną.
Ataki na południu, które trwały przez trzy dni i spowodowały znaczne straty bez osiągnięcia przełomu, zostały zawieszone.

#### D + 4: 27 października

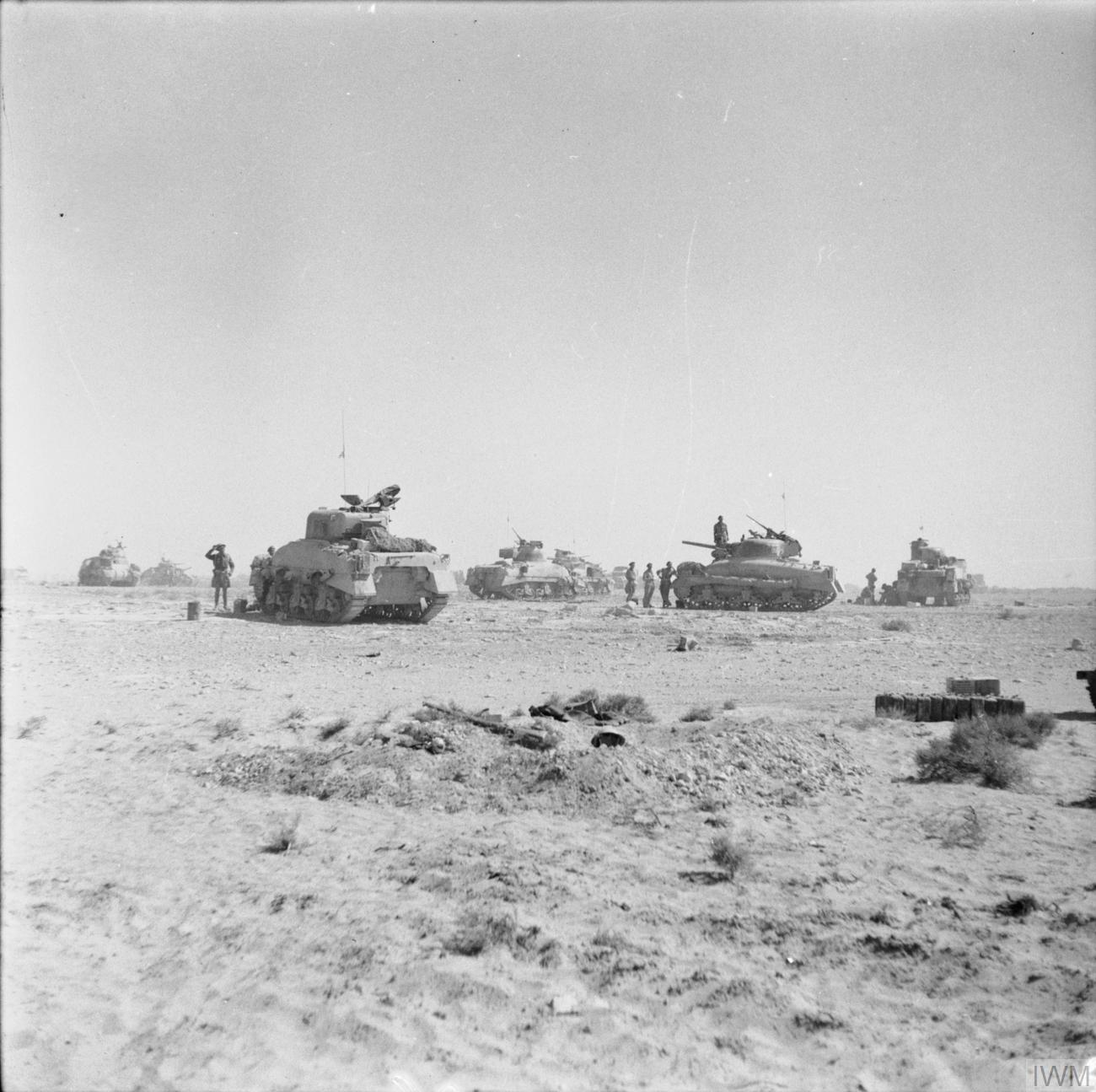
Czołgi 8 Brygady Pancernej czekające tuż za wysuniętymi pozycjami w pobliżu El Alamein przed wezwaniem do dołączenia do bitwy, 27 października 1942 roku

Główna bitwa tego dnia koncentrowała się wokół Tel el Aqqaqir i Kidney na końcu korytarza 1 Dywizji Pancernej przez pole minowe. Kilometr na północny zachód od tego miejsca znajdował się punkt obronny Woodcock, a mniej więcej w tej samej odległości na południowy zachód leżał punkt obronny Snipe. Zaplanowano atak na te obszary przy użyciu dwóch batalionów z 7 Brygady Motorowej. O godzinie 23:00 26 października 2. batalion Brygady Strzelców miał zaatakować Snipe, a 2. batalion Królewskiego Korpusu Strzelców zaatakować Woodcock. Plan zakładał, że 2 Brygada Pancerna przejdzie na północ od punktu Woodcock następnego świtu, a 24 Brygada Pancerna na południe od Snipe. Atak miał być wspierany przez całą artylerię X i XXX Korpusu.
Oba bataliony miały jednak trudności ze znalezieniem drogi w ciemności i kurzu. O świcie 2. batalion Królewskiego Korpusu Strzelców nie osiągnął celu i musiał znaleźć osłonę oraz okopać się w pewnej odległości od Woodcock. 2 Brygada Strzelców miała więcej szczęścia i po podążeniu za seriami pocisków artylerii wspierającej okopała się, gdy doszła do wniosku, że osiągnęła cel, napotykając jedynie niewielki opór.
O 6:00 2 Brygada Pancerna rozpoczęła swój natarcie i napotkała tak silny opór, że do południa nadal nie połączyła się z 2. batalionem Królewskiego Korpusu Strzelców. 24 Brygada Pancerna wyruszyła nieco później i wkrótce nawiązała kontakt z Brygadą Strzelców (przez jakiś czas ostrzeliwując ją przez pomyłkę). Rozpoczęły się godziny chaotycznych walk z udziałem czołgów z Dywizji „Littorio” oraz żołnierzy i dział przeciwpancernych z 15 Pułku Pancernego, któremu udało się utrzymać brytyjskie siły pancerne na dystans pomimo wsparcia dział przeciwpancernych grupy bojowej Brygady Strzelców. Rommel zdecydował się przeprowadzić dwa kontrataki przy użyciu swoich świeżo przybyłych wojsk. 90 Dywizja Lekka miała podjąć nową próbę zdobycia Punktu 29, podczas gdy 21 Dywizja Pancerna została zaatakowana w Snipe (oddział Dywizji „Ariete” powrócił na południe).
W Snipe ostrzał moździerzowy i artyleryjski trwał cały dzień, a o 16:00 Rommel rozpoczął swój główny atak. Niemieckie i włoskie czołgi ruszyły naprzód przeciwko Brygadzie Strzelców, która miała trzynaście 6-funtowych dział przeciwpancernych wraz z sześcioma kolejnymi z 239. baterii przeciwpancernej Royal Artillery. Chociaż obrońcy byli na granicy zniszczenia więcej niż raz, utrzymali swoją pozycję, niszcząc 22 niemieckie i 10 włoskich czołgów. Niemcy się poddali, ale przez pomyłkę brytyjska grupa bojowa została wycofana tego wieczoru i nikt nie zastąpił jej na pozycji. Jego dowódca, ppłk Victor Buller Turner, został odznaczony Krzyżem Wiktorii. Tylko jedno działo przeciwpancerne – z 239. baterii – zostało przywrócone do dalszej walki.
Kiedy odkryto, że ani Woodcock ani Snipe nadal nie są w rękach 8 Armii, wysłano 133 Brygadę Piechoty Lorried, aby je zdobyć. O 1:30 28 października 4. batalion Pułku Royal Sussex uznał, że są na Woodcock i okopał się. O świcie 2 Brygada Pancerna ruszyła, aby ich wesprzeć, ale zanim udało się nawiązać kontakt, 4 Pułk Royal Sussex został zaatakowany i pokonany, ponosząc wiele strat. Dwa inne bataliony 133 Brygady Lorried ruszyły na Snipe i okopały się, tylko po to, aby dowiedzieć się następnego dnia, że w rzeczywistości znajdowały się daleko od celu.
Dalej na północ, atak 90 Dywizji Lekkiej na Punkt 29 po południu 27 października zakończył się niepowodzeniem pod ciężarem ostrzału artyleryjskiego i bombardowań z powietrza, które przerwały atak, zanim Niemcy w ogóle zdołali zetknąć się z australijską piechoty. Akcja w Snipe była tym epizodem bitwy pod El Alamein, który został później opisany przez historyka pułku jako najchwalebniejszy dzień wojny dla tej jednostki. Uczestnik bitwy C.E. Lucas-Phillips w swojej książce Alamein napisał:

Pustynia drżała od gorąca. Oddziały artyleryjskie i plutony kucały w swoich dołach i okopach, pot spływał strumieniami po ich pokrytych kurzem twarzach. Panował okropny smród. Muchy roiły się czarnymi chmurami na zwłokach i odchodach oraz dręczyły rannych. Miejsce było usiane płonącymi czołgami i transporterami, zniszczonymi działami i pojazdami, a nad wszystkim unosił się dym i kurz z wybuchających min i wystrzałów z dział

#### D + 5–6: 28–29 października

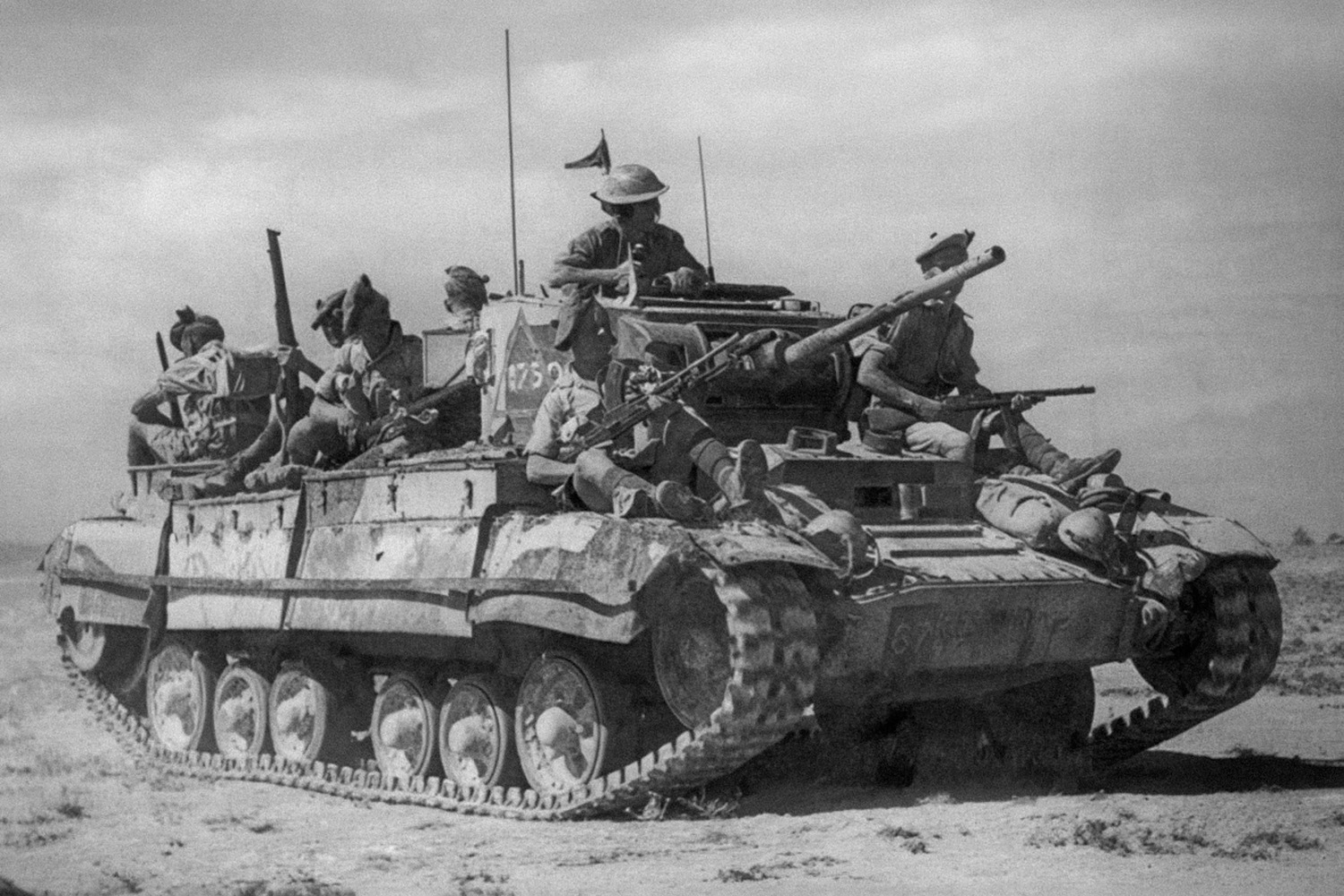
Czołg Valentine w Afryce Północnej przewożący szkocką piechotę na pancerzu

28 października 15. i 21 Dywizja Pancerna przeprowadziły zdecydowany atak na front X Korpusu, ale zostały zatrzymane przez artylerię, czołgi i ogień dział przeciwpancernych. Po południu zatrzymały się, aby przegrupować się przed kolejnym atakiem, lecz były bombardowane przez dwie i pół godziny, wskutek czego nie mogły się nawet uformować. Okazało się później, że była to ostatnia próba Rommla przejęcia inicjatywy nad bitwą, a jego porażka w tym miejscu stanowiła punkt zwrotny w bitwie.
W tym momencie Montgomery nakazał formacjom X Korpusu w rejonie Woodcock i Snipe przejście do defensywy, podczas gdy on skoncentrował atak dalej na północy. Późnym wieczorem 27 października 133 Brygada Piechoty Lorried została wysłana do przodu, aby odzyskać utracone pozycje, ale następnego dnia duża część tych sił została zaatakowana przez niemieckie i włoskie czołgi z Dywizji „Littorio” oraz wspierający 12 Pułk Bersaglieri; kilkuset brytyjskich żołnierzy zostało schwytanych. W nocy z 28 na 29 października 9 Dywizja Australijska otrzymała rozkaz przeprowadzenia drugiego ataku. 20 Australijska Brygada Piechoty z 40 Królewskim Pułkiem Czołgów jako wsparciem miała nacierać na północny zachód od Punktu 29, aby utworzyć bazę dla 26 Australijskiej Brygady Piechoty z 46 Królewskim Pułkiem Czołgów jako wsparciem, aby zaatakować na północny wschód do pozycji Osi na południe od linii kolejowej znanej jako Thompson’s Post. Po zdobyciu tej pozycji Australijczycy mieli przekroczyć linię kolejową do drogi nadbrzeżnej i posuwać się na południowy wschód, aby odciąć tyły wojsk Osi w występie przybrzeżnym. Następnie trzecia brygada miała rozpocząć atak na występ od południowego wschodu.
20 Brygada bez większych problemów osiągnęła swoje cele, lecz 26 Brygada miała trudności. Ze względu na odległości, piechota poruszała się na czołgach Valentine z 46 Królewskiego Pułku Czołgów i transporterach, które miny i działa przeciwpancerne wkrótce zniszczyły, zmuszając żołnierzy do zejścia z pojazdów. Piechota i czołgi straciły ze sobą kontakt, walcząc ze 125 Pułkiem Grenadierów Pancernych i batalionem 7 Pułku Bersaglieri wysłanym w celu wzmocnienia sektora; natarcie zostało zatrzymane. Australijczycy stracili w tym ataku 27 zabitych i 290 rannych. Niemieckie i włoskie siły, które brały udział w kontrataku, utworzyły placówkę obronną i utrzymywały ją do przybycia niemieckich posiłków 1 listopada.

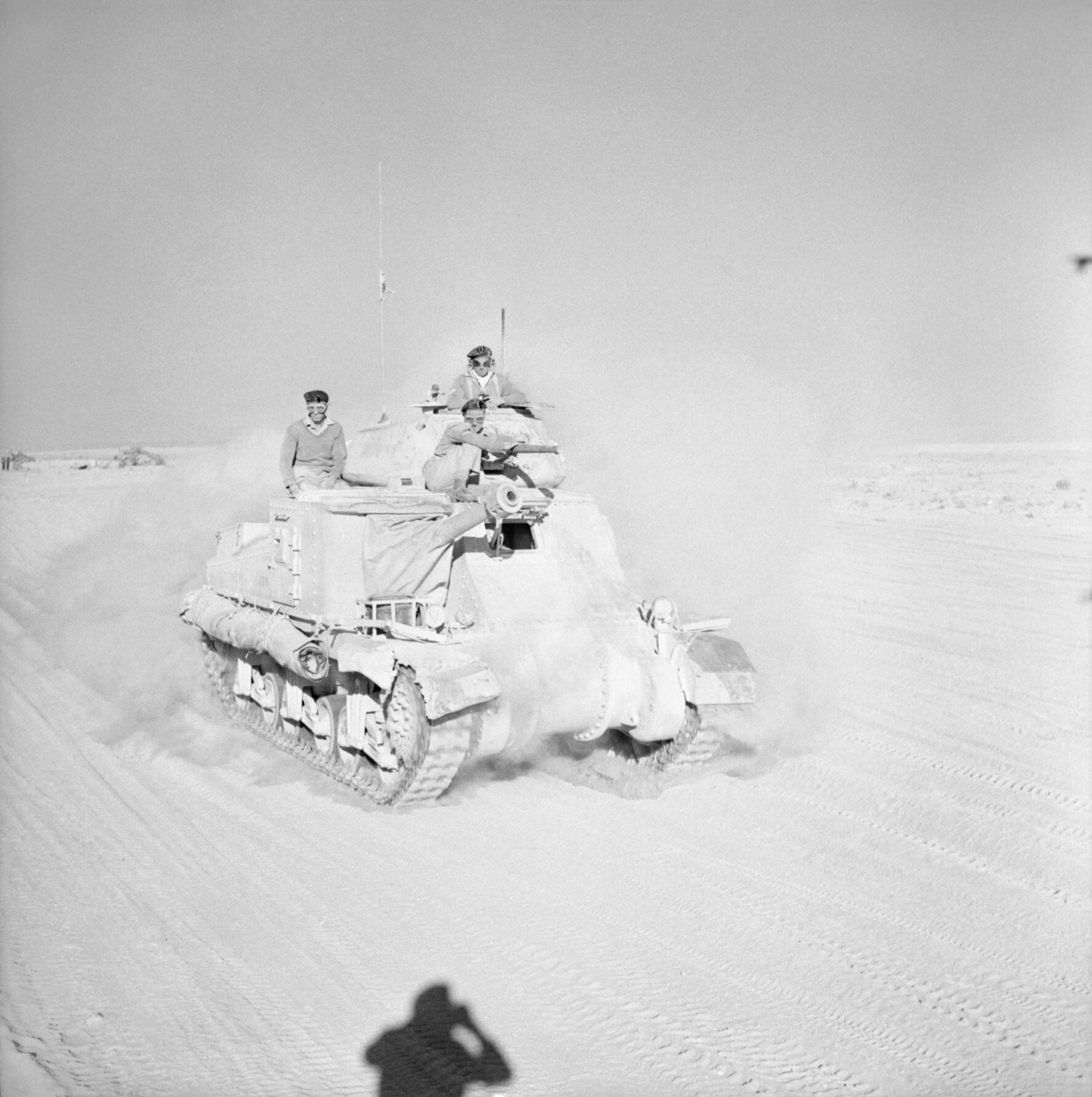
Brytyjski czołg Grant zbliża się do frontu, 29 października 1942

Stało się jasne, że nie ma już wystarczająco dużo godzin nocnych, aby zreorganizować się pod osłoną ciemności, kontynuować atak i doprowadzić go do końca, więc operację odwołano. Pod koniec października Brytyjczycy nadal mieli 800 sprawnych czołgów, a raport dzienny Panzerarmee Afrika z 28 października (przechwycony i odczytany przez 8 Armię następnego wieczora) odnotował zaledwie 81 sprawnych czołgów niemieckich i 197 włoskich. Dzięki informacjom wywiadowczym transportowce „Proserpina” (przewożąca 4500 ton paliwa) i „Tergestea” (przewożąca 1000 ton paliwa i 1000 ton amunicji) zostały zniszczone 26 października, a tankowiec „Luisiano” (przewożący 2500 ton paliwa) został zatopiony u zachodnich wybrzeży Grecji przez torpedę bombowca Wellington 28 października. Rommel powiedział swoim dowódcom: „Oderwanie się od wroga będzie dla nas całkowicie niemożliwe. Nie ma paliwa na taki manewr. Mamy tylko jedno wyjście, a mianowicie walczyć do końca pod Alamein”.
Przebieg australijskich i brytyjskich ataków zaalarmował Montgomery’ego, że Rommel wysłał swoją rezerwę, 90 Dywizję Lekką na front i że jej obecność w sektorze przybrzeżnym sugerowała, iż Rommel spodziewa się tam kolejnej dużej ofensywy 8 Armii. Montgomery zdecydował się zaatakować dalej na południe, na froncie o długości 3,7 km na południe od Punktu 29. Atak miał nastąpić w nocy z 31 października na 1 listopada, jak tylko zakończy się reorganizacja linii frontu aliantów w celu utworzenia rezerw na kolejną ofensywę (chociaż ostatnie został on przesunięty o 24 godziny). Aby utrzymać uwagę Rommla na sektorze przybrzeżnym, Montgomery nakazał wznowienie operacji 9 Australijskiej Dywizji w nocy z 30 na 31 października.

#### D + 7–9: 30 października – 1 listopada

Gen. Bernard Montgomery obserwuje postępy brytyjskich czołgów, listopad 1942

Nocą 30 października Australijczycy podjęli trzecią próbę dotarcia do asfaltowej drogi i pod koniec nocy byli już okrakiem tej na drodze oraz linii kolejowej, co sprawiło, że pozycja wojsk Osi w występie nadbrzeżnym była niepewna. Grupa bojowa z 21 Dywizji Pancernej przeprowadziła cztery ataki na Thompson’s Post 31 października, wszystkie zostały odparte. Sierż. William Kibby (2/48. australijski batalion piechoty) za swoje działania od 23 października do śmierci 31 października, w tym za samotny atak na stanowisko karabinu maszynowego, został pośmiertnie odznaczony Krzyżem Wiktorii. 1 listopada przywrócono kontakt ze 125 Pułkiem Grenadierów Pancernych w czubku występu nadbrzeżnego; wspierający X batalion 7 Pułku Bersaglieri odparł kilka australijskich ataków.
1 listopada tankowce „Tripolino” i „Ostia” zostały storpedowane i zatopione przez alianckie samoloty na północny zachód od Tobruku. Niedobór zapasów zmusił Rommla do coraz większego polegania na paliwie dostarczanym z Krety na rozkaz feldmarszałka Alberta Kesselringa, dowódcy Luftwaffe Oberbefehlshaber Süd, pomimo ograniczeń spowodowanych przez bombardowanie lotnisk na Krecie i częste zestrzeliwanie samolotów transportowych przez RAF. Rommel zaczął planować wycofanie się do Fuka, około 80 km na zachód, ponieważ miał już tylko 90 sprawnych czołgów przeciwko brytyjskim 800. Duże ilości paliwa dotarły do Bengazi po tym, jak wojska niemieckie zaczęły się wycofywać, ale niewiele z tego dotarło na front, co Kesselring próbował zmienić, dostarczając je samolotami bliżej walczących sił.

### Faza czwarta: operacja Supercharge

#### D + 10: 2 listopada

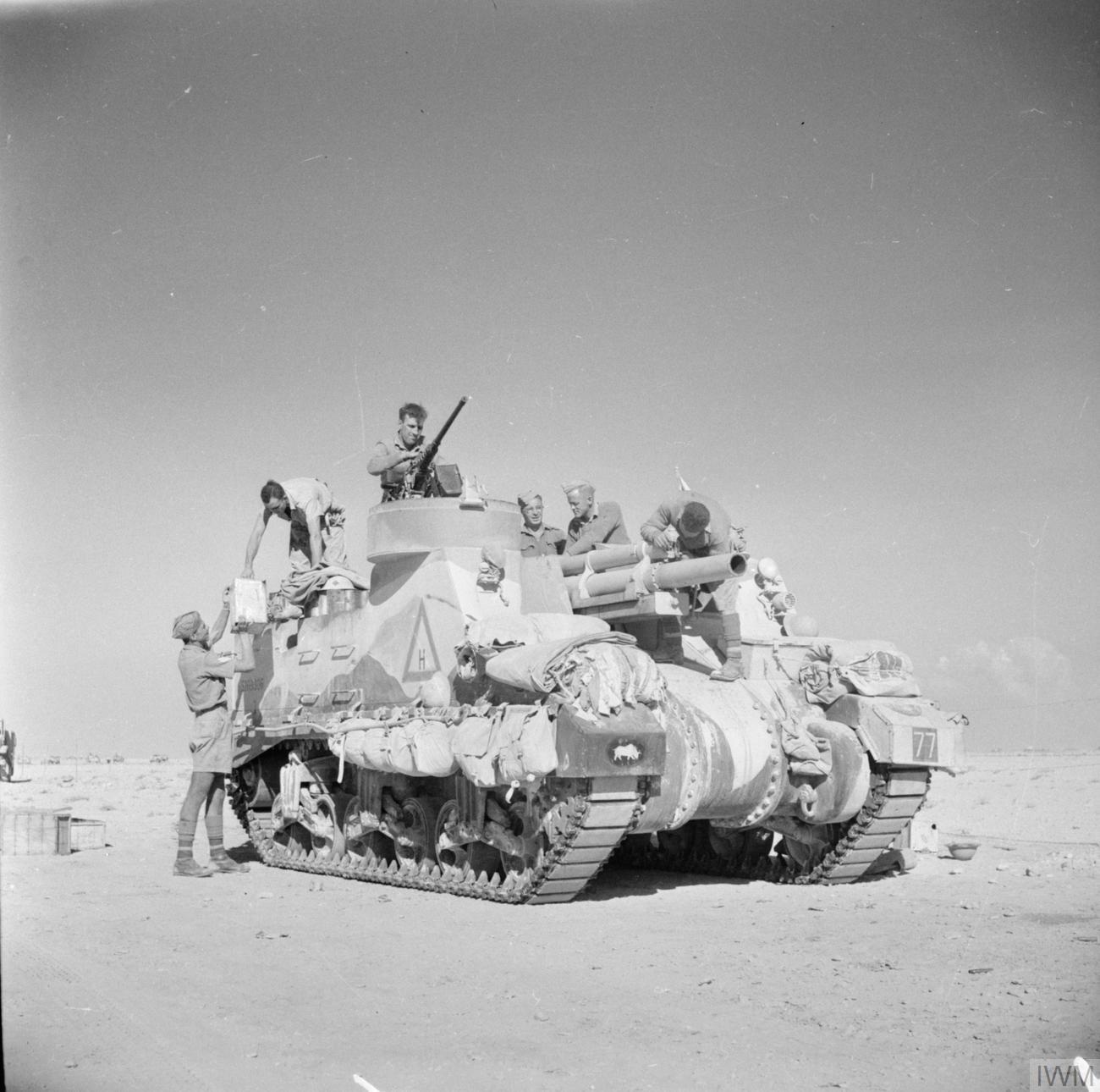
Samobieżne działo Priest kal. 105 mm 1 Dywizji Pancernej przygotowuje się do akcji, 2 listopada 1942

Ta faza bitwy rozpoczęła się o godz. 1:00 2 listopada, a jej celem było zniszczenie wrogich sił pancernych, zmuszenie nieprzyjaciela do walki na otwartej przestrzeni, zmniejszenie zapasów paliwa Osi, atakowanie i zajmowanie wrogich szlaków zaopatrzeniowych oraz w efekcie doprowadzenie do rozpadu wrogiej armii. Intensywność i zniszczenia dokonane w operacji Supercharge były większe niż wszystko, czego do tej pory doświadczono podczas tej bitwy. Celem operacji był Tel el Aqqaqir, baza obrony Osi, położona około 4,8 km na północny zachód od Kidney i leżąca na bocznym Szlaku Rahmana.
Pierwszy atak w ramach operacji Supercharge miał być przeprowadzony przez 2 Dywizję Nowozelandzką. Gen. por. Bernard Freyberg próbował zwolnić swoją jednostkę od tego zadania, ponieważ straciła ona 1405 ludzi w ciągu zaledwie trzech dni, w czasie walki na grzbiecie El Ruweisat w lipcu. Dlatego oprócz swojej 5 Nowozelandzkiej Brygady Piechoty i 28. maoryskiego batalionu piechoty, w nadchodzącej operacji dywizja miała mieć pod swoim dowództwem także 151 Brygadę Durham z 50 Dywizji Piechoty Northumbrian, 152 Brygadę Seaforth and Camerons z 51 Dywizji Highland i 133 Królewską Brygadę Piechoty Sussex Lorried oraz 9 Brygadę Pancerną.
Podobnie jak w operacji Lightfoot, planowano, że dwie brygady piechoty (151. po prawej i 152. po lewej), każda tym razem wspierana przez pułk czołgów – 8. i 50 Królewski Pułk Czołgów – miały posuwać się naprzód i oczyszczać drogę przez pola minowe. Po osiągnięciu celu oddalonego o 3700 m 9 Brygada Pancerna miała się przebić wspierana ciężkim ostrzałem artyleryjskim i otworzyć lukę w obronie Osi na i wokół Szlaku Rahmana, ok. 1800 m dalej do przodu, przez którą 1 Dywizja Pancerna, podążając za nią, przeszłaby na otwartą przestrzeń, aby zająć się pancernymi rezerwami Rommla. Rommel rozkazał 21 Dywizji Pancernej zejść z linii frontu 31 października i utworzyć mobilne siły kontratakujące. Dywizja pozostawiła za sobą pułk grenadierów pancernych, który miał wzmocnić Dywizję „Trieste”, jaka otrzymała rozkaz zastąpienia dywizji na froncie. Rommel pchnął również formacje z Dywizji „Trieste” i 15 Dywizji Pancernej, aby uzupełnić swoje słabsze siły na linii frontu. 1 listopada dwie niemieckie dywizje pancerne dysponowały 102 sprawnymi czołgami, które miały stawić czoła sile operacji Supercharge, a dywizje „Littorio” i „Trieste” dysponowały łącznie 65 czołgami.
Operacja Supercharge rozpoczęła się siedmiogodzinnym bombardowaniem lotniczym skoncentrowanym na Tel el Aqqaqir i Sidi Abd el Rahman, po którym nastąpił czteroipółgodzinny ostrzał z 360 dział, które wystrzeliły 15 000 pocisków . Dwie brygady szturmowe rozpoczęły atak o 1:05 2 listopada i osiągnęły większość swoich celów zgodnie z harmonogramem, ponosząc umiarkowane straty. Jeden batalion z 90 Dywizji Lekkiej wraz z innym batalionem z 15 Dywizji Pancernej zostały wkrótce zaatakowane i o 4:45 zgłoszono, że tylko jeden batalion piechoty Bersaglieri nadal obsadza linię obronną. Po prawej stronie głównego ataku 28. maoryski batalion zajął pozycje, aby chronić prawą flankę nowo utworzonego wybrzuszenia, a 133 Pułk Piechoty Lorried zrobił to samo po lewej. Nowozelandzcy saperzy oczyścili pięć przejść przez pola minowe, umożliwiając pułkowi samochodów pancernych Royal Dragoons wydostanie się na otwartą przestrzeń i spędzenie całego dnia na napadaniu na pojazdy zaopatrzeniowe Osi.
9 Brygada Pancerna rozpoczęła marsz od podejścia o godz. 20:00 1 listopada ze stacji kolejowej El Alamein z około 130 czołgami i dotarła na linię wyjściową z zaledwie 94 sprawnymi pojazdami. Brygada miała rozpocząć atak na Tel el Aqqaqir o 5:45, jednak atak został odroczony na 30 minut, podczas gdy brygada przegrupowywała się na rozkaz bryg. Currie’ego. O 6:15, 30 minut przed świtem, trzy pułki brygady ruszyły w kierunku linii dział nieprzyjaciela.

Wszyscy zdajemy sobie sprawę z tego, że atak czołgów na ścianę dział brzmi jak kolejna Bałakława, jest to właściwie zadanie dla piechoty. Ale nie ma już żadnej dostępnej piechoty. Zatem nasze czołgi muszą to zrobić.

Bryg. Currie próbował zwolnić brygadę z wykonania tego zadania, stwierdzając, że uważa, iż brygada będzie atakować na zbyt szerokim froncie bez żadnych rezerw i że najprawdopodobniej poniesie 50-procentowe straty.
Freyberg odpowiedział, że Montgomery:

[…] był świadomy ryzyka i zaakceptował możliwość nawet 100% strat w 9 Brygadzie Pancernej, aby dokonać przełamania, ale biorąc pod uwagę obietnicę natychmiastowego przejścia przez ich pozycje 1 Dywizji Pancernej, ryzyko nie było uważane za aż tak duże

Niemieckie i włoskie działa przeciwpancerne (głównie Pak38 i włoskie działa 47 mm, wraz z 24 potężnymi działami przeciwlotniczymi 88 mm) otworzyły ogień do czołgów, których sylwetki rysowały się na tle wschodzącego słońca. Niemieckie czołgi, które przedostały się pomiędzy Pułkami Warwickshire Yeomanry i Royal Wiltshire Yeomanry, również spowodowały wiele strat. Brytyjskie czołgi atakujące sektor Dywizji „Folgore” zostały odparte butelkami z benzyną i ogniem moździerzowym, a także przestarzałymi włoskimi działami 47 mm. Zapora z dział Osi zaczęła zadawać uszkodzenia nacierającym czołgom, ale nie była w stanie ich zatrzymać; w ciągu następnych 30 minut zniszczono około 35 dział i wzięto do niewoli kilkuset żołnierzy. 9 Brygada Pancerna rozpoczęła atak z 94 czołgami i została zredukowana do zaledwie 14 sprawnych maszyn, z 400 członków załóg biorących udział w ataku 230 zostało zabitych, rannych lub wziętych do niewoli.

Jeśli brytyjskie wojska pancerne miały jakiś dług wobec piechoty 8 Armii, dług ten został spłacony 2 listopada przez 9 Brygadę Pancerną swoim bohaterstwem i krwią

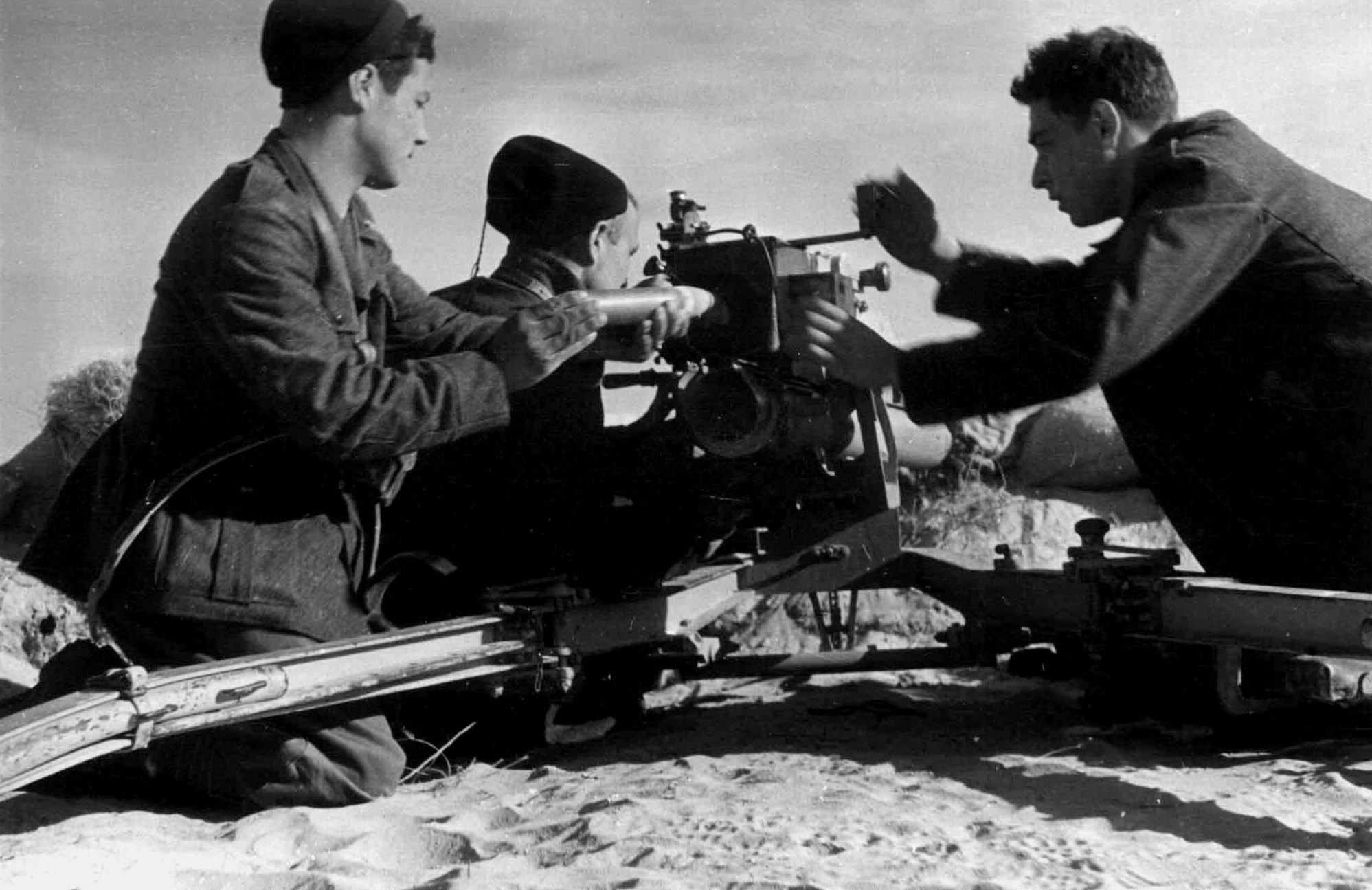
Jednostka przeciwpancerna Giovani Fascisti podczas bitwy

Po akcji Brygady, bryg. Gentry z 6 Brygady Nowozelandzkiej wybrał się na linię, aby zbadać pobojowisko. Widząc bryg. Currie’ego śpiącego na noszach, podszedł do niego i powiedział: „Przepraszam, że cię budzę, John, ale chciałbym wiedzieć, gdzie są twoje czołgi?”. Currie machnął ręką na grupę czołgów wokół niego i odpowiedział: „Tam są”. Gentry powiedział: „Nie mam na myśli twoich czołgów sztabowych, mam na myśli twoje pułki pancerne. Gdzie one są?”. Currie machnął ręką i ponownie odpowiedział: „To moje pułki pancerne, Bill”.
Brygada poświęciła się na linii dział i spowodowała duże straty u wroga, ale nie udało jej się stworzyć luki, przez którą mogłaby przejść 1 Dywizja Pancerna; jednak wkrótce po świcie 1 Dywizja Pancerna rozpoczęła rozmieszczanie swoich sił, a resztki 9 Brygady Pancernej znalazły się pod jej dowództwem. 2 Brygada Pancerna nadeszła ok. 9:00, a w południe 8 Brygada Pancerna nadeszła z lewej strony, z rozkazem natarcia na południowy zachód. W ciężkich walkach w ciągu dnia brytyjskie wojska pancerne nie poczyniły dalszych postępów. O godzinie 11:00 2 listopada resztki 15 Dywizji Pancernej, 21 Dywizji Pancernej i Dywizji „Littorio” przeprowadziły kontratak na 1 Dywizję Pancerną i pozostałości 9 Brygady Pancernej, które przez ten czas okopały się osłoną dział przeciwpancernych i artylerii, korzystając z intensywnego wsparcia lotniczego. Kontratak zawiódł pod osłoną pocisków i bomb, w wyniku czego utracono około 100 czołgów.

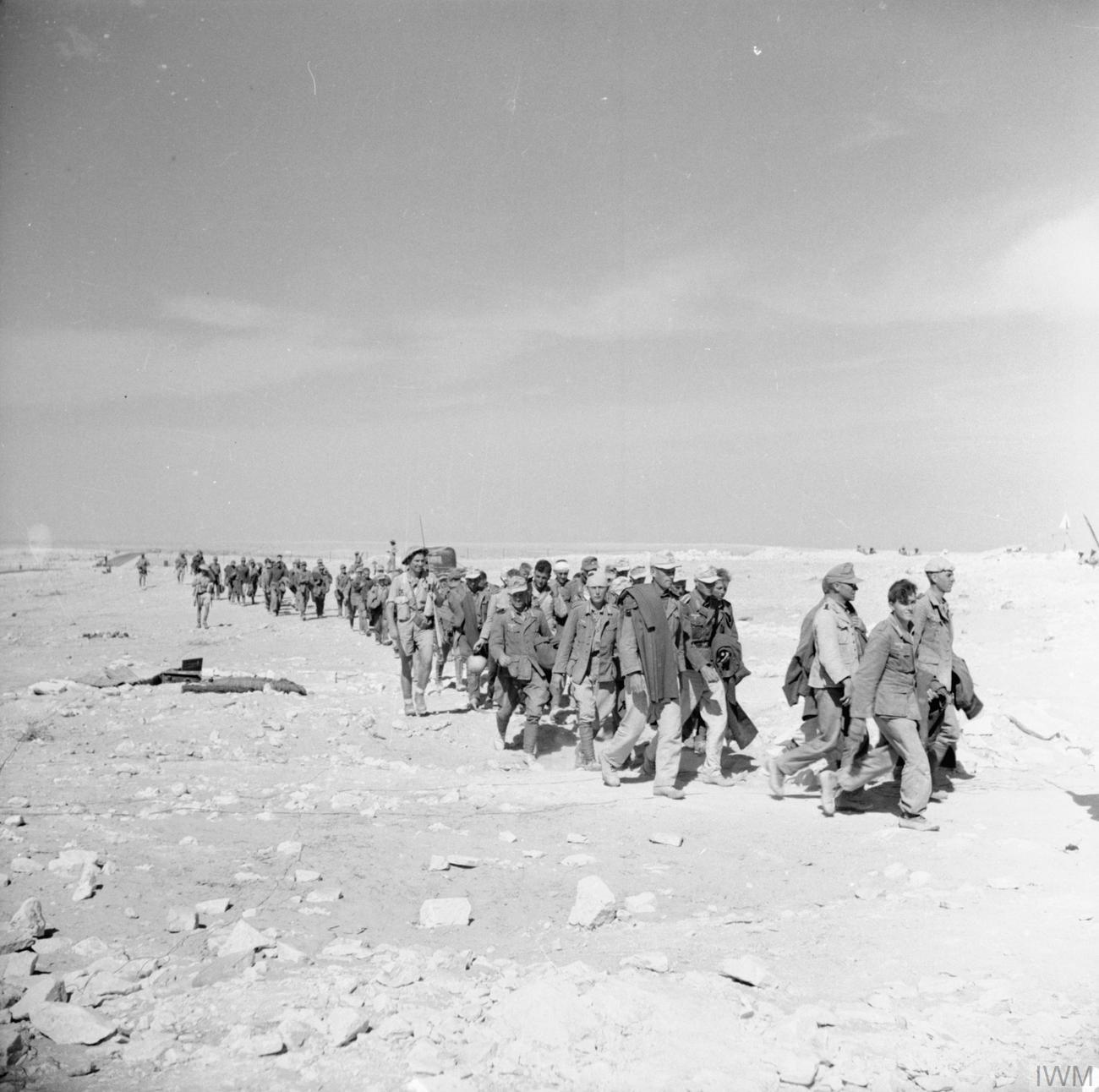
Niemieccy jeńcy wzięci do niewoli pod El Alamein

Chociaż X Korpus nie zdołał wyrwać się z okrążenia, udało mu się osiągnąć cel znalezienia i zniszczenia czołgów wroga. Chociaż straty w czołgach były mniej więcej równe, stanowiły one tylko część całkowitego brytyjskiego uzbrojenia, ale większość pozostałych czołgów Rommla; siła Afrika Korps spadła o 70 czołgów gotowych do walki, podczas gdy oprócz strat 9 Brygady Pancernej, 2. i 8 Brygada Pancerna straciły w walce 14 czołgów, a kolejne 40 zostało uszkodzonych lub zepsutych. Walki te później nazwano „Kuciem Panzerów”. Późnym popołudniem i wczesnym wieczorem 133 Brygada Lorried i 151 Brygada Piechoty – w tym czasie ponownie pod dowództwem 51 Dywizji Piechoty – zaatakowały odpowiednio pozycje Snipe i Skinflint (około kilometra na zachód od Snipe), aby utworzyć bazę dla przyszłych operacji. Koncentracja ciężkiej artylerii, która towarzyszyła ich marszowi, stłumiła opór Dywizji „Trieste”, a operacja zakończyła się sukcesem z niewielkimi stratami.
W nocy 2 listopada Montgomery ponownie przegrupował swoją piechotę, aby wprowadzić cztery brygady (5. indyjską, 151., 5. nowozelandzką i 154.) do rezerwy pod dowództwem XXX Korpusu, aby przygotować się do następnego uderzenia. Wzmocnił również X Korpus, przenosząc 7 Dywizję Pancerną z rezerwy armii i wysyłając 4 Lekką Brygadę Pancerną z XIII Korpusu na południe. Raport generała von Thomy do Rommla tej nocy mówił, że będzie miał maksymalnie 35 dostępnych czołgów następnego dnia, a jego artyleria i broń przeciwpancerna zostały zredukowane do jednej trzeciej swojej siły z początku bitwy. Rommel doszedł do wniosku, że aby zapobiec przełamaniu i wynikającemu z niego zniszczeniu całej swojej armii, musi rozpocząć wycofywanie się do zaplanowanej pozycji w Fuka. Wezwał Dywizję „Ariete” z południa, aby dołączył do mobilnego włoskiego XX Korpusu wokół Tel el Aqqaqir. Jego mobilne siły (XX Korpus, Afrika Korps, 90 Dywizja Lekka i 19 Dywizja Przeciwlotnicza) otrzymały rozkaz wycofania się w walkach opóźniających, podczas gdy jego inne formacje miały wycofać się tak szybko, jak to możliwe, przy dostępnym ograniczonym transporcie.

#### D + 11: 3 listopada
O 20:30 2 listopada Lumsden zdecydował, że kolejna próba X Korpusu doprowadzi do pokonania linii dział na Szlaku Rahmana i nakazał 7 Brygadzie Motorowej przejęcie trasy wzdłuż 3,2 km frontu na północ od Tel el Aqqaqir. 2. i 8 Brygada Pancerna miały przejść przez pozycje piechoty na odległość około 5,6 km. Rano 3 listopada 7 Dywizja Pancerna miała przejść i skręcić na północ, kierując się w stronę stacji kolejowej Ghazal. 7 Brygada Motorowa wyruszyła o 1:15 3 listopada, ale otrzymawszy rozkazy zbyt późno, nie miała szansy na rozpoznanie pola bitwy w świetle dziennym. To w połączeniu z silnym oporem doprowadziło do niepowodzenia ataku. W konsekwencji zmieniono rozkazy dotyczące pojazdów pancernych, a 2 Brygada Pancerna otrzymała zadanie wsparcia wysuniętego batalionu 133 Brygady Lorried (2 Królewski Korpus Strzelecki), zaś 8 Brygada Pancerna miała nacierać na południowy zachód. Walki trwały przez cały dzień 3 listopada, ale 2 Brygada Pancerna została powstrzymana przez elementy Afrika Korps i ostatnie czołgi Dywizji „Littorio”. Dalej na południe 8 Brygada Pancerna została powstrzymana przez jednostki przeciwpancerne, którym później pomagały czołgi przybywającej Dywizji „Ariete”.

### Faza piąta: przełamanie

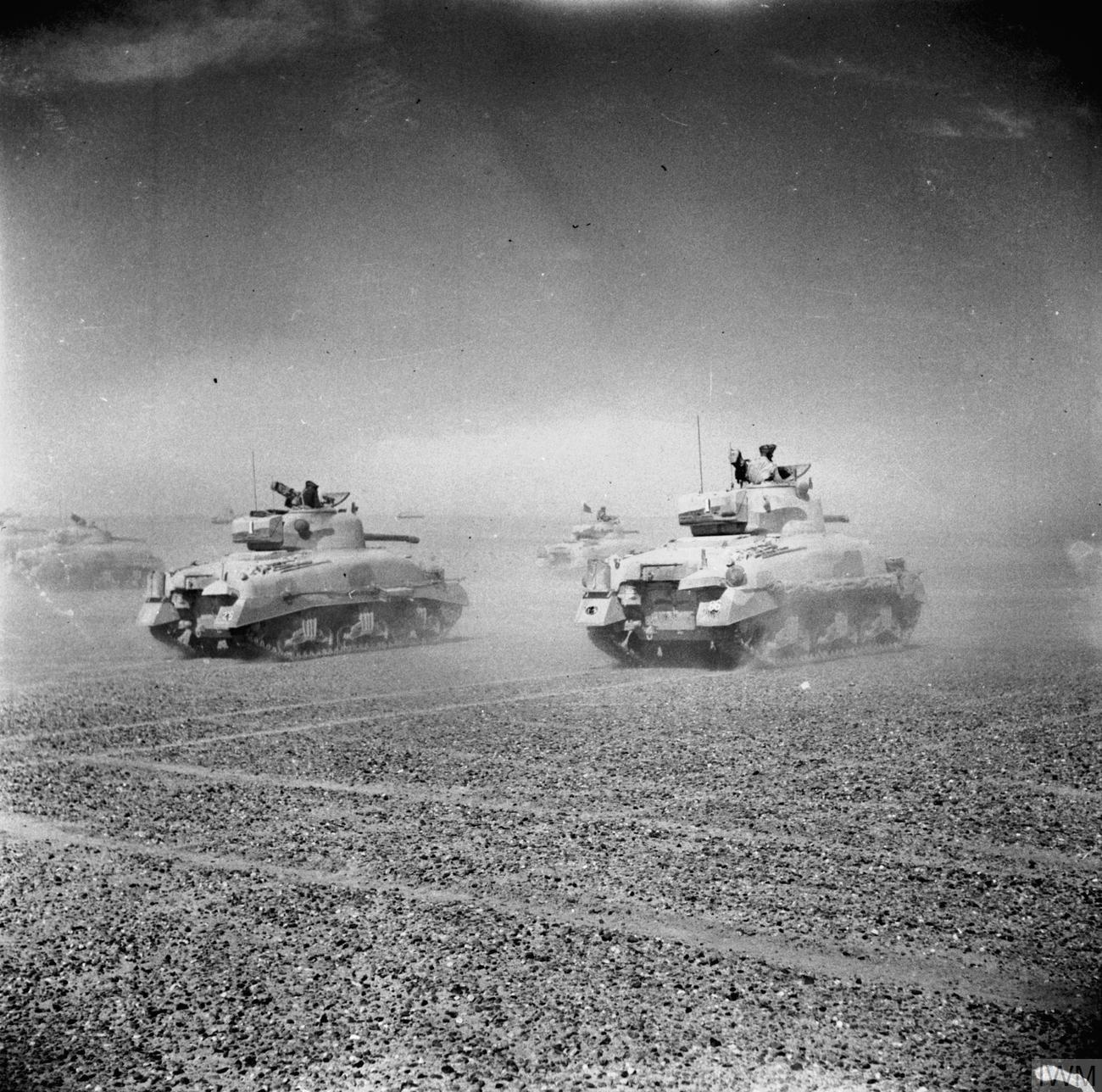
Czołgi Sherman 8 Armii przemieszczają się przez pustynię

2 listopada Rommel zasygnalizował Hitlerowi, że:

Siły armii były tak wyczerpane po dziesięciu dniach bitwy, że nie były w stanie stawić skutecznego oporu kolejnej próbie przełamania się wroga... Przy naszym wielkim niedoborze pojazdów uporządkowane wycofanie sił niezmotoryzowanych wydawało się niemożliwe... W tych okolicznościach musieliśmy liczyć się w najlepszym wypadku ze stopniowym niszczeniem naszej armii

O 13.30 3 listopada Rommel otrzymał odpowiedź:

Do feldmarszałka Rommla. Z ufnością w Pańskie przywództwo i odwagę niemiecko-włoskich wojsk pod Twoim dowództwem naród niemiecki i ja śledzimy bohaterską walkę w Egipcie. W sytuacji, w której się pan znajduje, nie może być innego wyjścia, jak tylko stać mocno, oprzeć się o każdy metr ziemi i rzuć każdą broń i każdego człowieka do walki. Znaczne posiłki sił powietrznych są już w drodze do ciebie. Duce i Comando Supremo również dokładają wszelkich starań, aby wysłać panu środki do kontynuowania walki. Twój wróg, pomimo swojej [chwilowej] wyższości, musi również znajdować się u kresu sił. Nie byłby to pierwszy raz w historii, kiedy silna wola zwyciężyła nad większymi batalionami. Jeśli chodzi o Pańskie wojska, nie możesz im wskazać innej drogi niż ta prowadząca do zwycięstwa lub śmierci

Rommel uważał, że rozkaz (podobny do tego, który w tym samym czasie wydał Benito Mussolini za pośrednictwem Comando Supremo):

był żądaniem niemożliwego. […] Byliśmy całkowicie oszołomieni i po raz pierwszy w kampanii afrykańskiej nie wiedziałem, co mam dalej robić. Ogarnęła nas pewnego rodzaju apatia, gdy wydaliśmy rozkazy, aby wszystkie istniejące pozycje były utrzymywane na polecenie najwyższej władzy

Rommel nakazał włoskiemu X i XXI Korpusowi oraz 90 Dywizji Lekkiej utrzymanie pozycji, podczas gdy Afrika Korps wycofał się około 9,7 km na zachód w nocy 3 listopada. Włoski XX Korpus i Dywizja „Ariete” dostosowały się do opuszczonych pozycji, a Rommel odpowiedział Hitlerowi, potwierdzając swoją determinację w utrzymaniu pola bitwy. RAF kontynuował swoje działania i w najintensywniejszym dniu bitwy wykonał 1208 lotów bojowych oraz zrzucił 402 t bomb.
W nocy 3/4 listopada Montgomery nakazał trzem brygadom piechoty w rezerwie natarcie Szlakiem Rahman jako preludium do pancernego wybicia się. O 17:45 152 Brygada Piechoty z 8 Królewskim Pułkiem Czołgów jako wsparciem zaatakowała około 3,2 km na południe od Tel el Aqqaqir. 5 Indyjska Brygada Piechoty miała zaatakować szlak 6,4 km dalej na południe wczesnym rankiem 4 listopada; o 6:15 154 Brygada Piechoty miała zaatakować Tel el Aqqaqir. 152 Brygada Piechoty została błędnie poinformowana, że siły Osi wycofały się ze swoich pozycji i niespodziewanie napotkała zdecydowany opór. Komunikacja zawiodła, a wysunięte elementy piechoty ostatecznie okopały się daleko przed swoim celem. Kiedy 5 Brygada Indyjska wyruszyła, obrońcy zaczęli się wycofywać, a ich cel został zdobyty praktycznie bez walki. Kiedy 154 Brygada przeszła do ostrzału artyleryjskiego, wróg już odszedł.

#### D + 12, 4 listopada

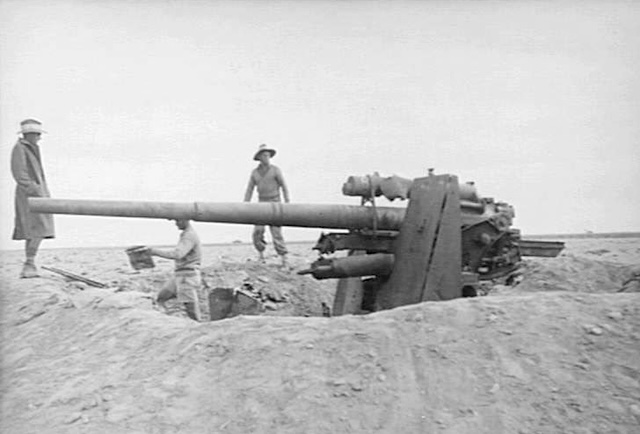
Zdobyte działo 88 mm Flak 36 w pobliżu El Aqqaqir, listopad 1942

4 listopada o świcie rozpoczął się pościg 8 Armii; nie było dostępnych żadnych świeżych jednostek, a 1. i 7 Dywizja Pancerna miała zwrócić się na północ, aby wyprzeć te jednostki Osi, które wciąż znajdowały się na linii frontu. 2 Dywizja Nowozelandzka z dwiema brygadami piechoty na ciężarówkach oraz 9 Brygadą Pancerną i 4 Lekką Brygadą Pancerną pod swoim dowództwem miała skierować się na zachód pustynnymi szlakami do urwiska nad Fuką, około 97 km dalej. Nowozelandczycy zaczęli powoli, ponieważ ich jednostki zostały rozproszone po ostatnich walkach i potrzebowały czasu, aby się skoncentrować. Korytarze przez pola minowe były zatłoczone i uległy zagraceniu zniszczonymi pojazdami, co spowodowało kolejne opóźnienia. O zmroku dywizja była zaledwie 24 km na zachód od Szlaku Rahmana, 9 Brygada Pancerna nadal była na szlaku, a 6 Nowozelandzka Brygada jeszcze dalej z tyłu.
Plan okrążenie 90 Dywizji Lekkiej siłami 1. i 7 Dywizji Pancernej nie wypalił. 1 Dywizja Pancerna nawiązała kontakt z resztkami 21 Dywizji Pancernej i musiała spędzić większość dnia, odpychając je zaledwie o 13 km. 7 Dywizja Pancerna została zatrzymana przez Dywizję Pancerną „Ariete”, która została całkowicie zniszczona, stawiając desperacki opór. W swoim dzienniku Rommel napisał:

Ogromne chmury pyłu można było zobaczyć na południe i południowy wschód od kwatery głównej [Afrika Korps], gdzie toczyła się rozpaczliwa walka małych i nieefektywnych włoskich czołgów XX Korpusu z około setką brytyjskich czołgów ciężkich [sic!], które nadjechały z ich otwartej prawej flanki. Później major von Luck, którego batalion wysłałem, aby zamknąć lukę pomiędzy Włochami a Afrika Korps, powiedział mi, że Włosi, którzy w tym czasie stanowili naszą najsilniejszą siłę zmotoryzowaną, walczyli z wzorową odwagą. Czołg po czołgu rozpadał się lub wypalał, podczas gdy cały potężny brytyjski ostrzał padał na włoskie pozycje piechoty i artylerii. Ostatni sygnał z „Ariete” nadszedł około godziny 15.30. „Wrogie czołgi wkroczyły na południe od Dywizji „Ariete”. „Ariete” jest teraz okrążone. Lokalizacja 5 km na północny zachód od Bir el Abd. Czołgi »Ariete« wciąż w akcji”. […] W „Ariete” straciliśmy naszych najstarszych włoskich towarzyszy, od których prawdopodobnie zawsze żądaliśmy więcej niż oni, przy ich słabym uzbrojeniu, byli w stanie zrobić

Zniszczona została również 133 Dywizja Pancerna „Littorio” i 101 Dywizja Zmotoryzowana „Trieste”. Berlińskie radio twierdziło, że w tym sektorze „Brytyjczycy musieli zapłacić za swoją penetrację ogromnymi stratami w ludziach i sprzęcie. Włosi walczyli do ostatniego człowieka”. Brytyjczycy wzięli wieli jeńców, ponieważ resztki włoskich dywizji piechoty nie były zmotoryzowane i nie mogły uciec z okrążenia. Szer. Sid Martindale z 1. batalionu Pułku Argyll & Sutherland Highlanders pisał o 25 Dywizji Piechoty „Bologna”, która przyjęła na siebie cały ciężar brytyjskiego ataku pancernego:

Im dalej się posuwaliśmy, tym bardziej zdawaliśmy sobie sprawę, że Włosi nie mieli w sobie już zbyt wiele woli walki po tym, jak stawili silny opór naszemu przytłaczającemu natarciu i zaczęli masowo poddawać się naszym czołowym oddziałom. Nie było zbyt wiele akcji do zobaczenia, ale natknęliśmy się na mnóstwo spalonych włoskich czołgów, które zostały zniszczone przez naszych. Nigdy wcześniej nie widziałem pola bitwy, a widok tylu zabitych na raz był odrażający

Dywizja „Bologna” i resztki Dywizji „Trento” próbowały wywalczyć sobie drogę i maszerowały przez pustynię bez wody, jedzenia i transportu, zanim się poddały, wyczerpane i dosłownie umierające z odwodnienia. Doniesiono, że płk Arrigo Dall’Olio, dowodzący 40 Pułkiem Piechoty Dywizji „Bologna”, poddał się, mówiąc: „Przestaliśmy strzelać nie dlatego, że nie mamy ochoty, ale dlatego, że wystrzeliliśmy ostatnie naboje”. W symbolicznym akcie buntu żaden żołnierz 40 Pułku Piechoty „Bologna” nie podniósł rąk do góry. Harry Zinder z magazynu „Time” zauważył, że Włosi walczyli lepiej, niż się spodziewano i skomentował, iż dla Włochów:

To było straszne rozczarowanie na ich niemieckich sojusznikach. Stoczyli dobrą walkę. Na południu słynna Dywizja „Folgore” walczyła do ostatniej sztuki amunicji. Dwie dywizje pancerne i dywizja zmotoryzowana, które zostały rozsiane wśród niemieckich formacji, myślały, że pozwoli się im wycofać się z gracją wraz z 21., 15. i 19. Dywizją Rommla. Ale nawet tego im odmówiono. Gdy stało się dla Rommla oczywiste, że między El Dabą a granicą będzie mało szans na utrzymanie czegokolwiek, jego Panzery rozpierzchły się, zdezintegrowały i wycofały się, pozostawiając Włochów do walki w straży tylnej

Pod koniec poranka 4 listopada Rommel zdał sobie sprawę, że jego sytuacja jest rozpaczliwa:

Obraz wczesnym popołudniem 4 listopada wyglądał następująco: potężne siły pancerne wroga […] zrobiły 19-kilometrową dziurę w naszym froncie, przez którą silne oddziały czołgów przemieszczały się na zachód. W rezultacie naszym siłom na północy groziło okrążenie przez formacje wroga 20 razy większe od ich liczebności w czołgach… Nie było żadnych rezerw, ponieważ każdy dostępny człowiek i broń zostały rozmieszczone w linii. Więc teraz nadeszło to, czego zrobiliśmy wszystko, aby uniknąć – nasz front został rozbity, a w pełni zmotoryzowany wróg wtargnął na nasze tyły. Rozkazy przełożonych nie mogły już się liczyć. Musieliśmy uratować to, co było jeszcze do uratowania

Rommel telegrafował do Hitlera, prosząc o pozwolenie na wycofanie się do Fuki. Gdy padały kolejne ciosy Brytyjczyków, gen. mjr von Thoma został schwytany, a z Dywizji „Ariete” i „Trento” nadeszły raporty, że zostały okrążone. O 17:30, nie mogąc dłużej czekać na odpowiedź Hitlera, Rommel wydał rozkaz odwrotu.
Z powodu braku transportu większość włoskich formacji piechoty została porzucona. Wszelkie szanse na wcześniejsze wycofanie się zostały zniweczone przez naleganie Hitlera, aby Rommel utrzymał swoją pozycję, zmuszając go do trzymania niezmotoryzowanych włoskich jednostek daleko z przodu, aż było za późno na ich wycofanie. Aby pogłębić ataki pancerne, 1 Dywizja Pancerna została skierowana na El Daba, 24 km wzdłuż wybrzeża, a 7 Dywizja Pancerna w kierunku Galal, kolejne 24 km na zachód wzdłuż linii kolejowej. Grupa bojowa z dywizji nowozelandzkiej miała nadzieję osiągnąć swój cel do południa 5 listopada, ale została zatrzymana przez ogień artyleryjski podczas przedzierania się przez teren, który okazał się pozorowanym polem minowym, a 15 Dywizja Pancerna dotarła tam pierwsza.

#### D + 13, 5 listopada

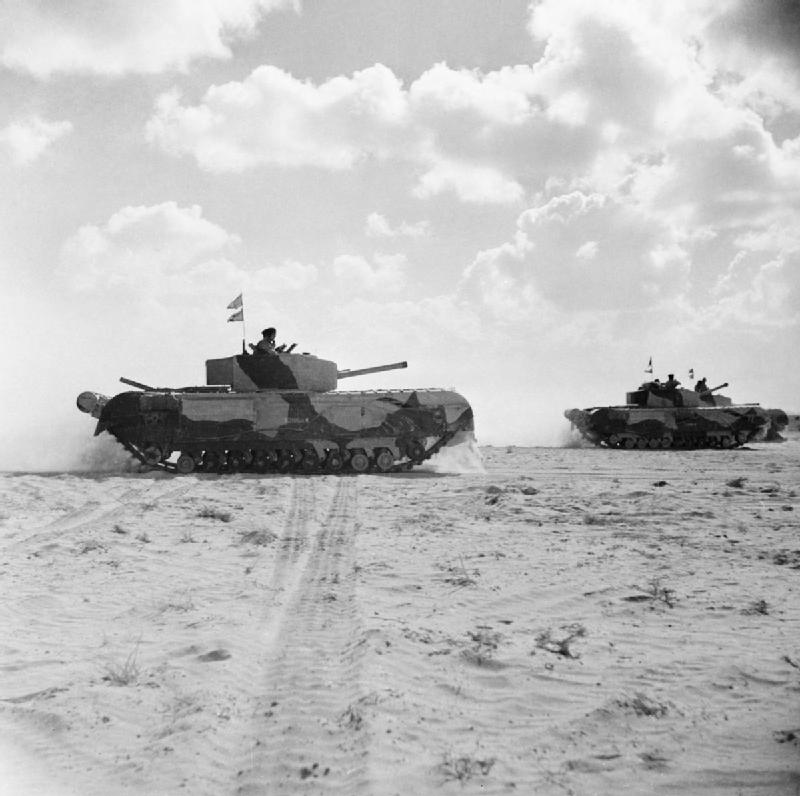
Czołgi Churchill z Kingforce 1 Dywizji Pancernej podczas bitwy, 5 listopada 1942

7 Dywizja Pancerna otrzymała rozkaz przecięcia drogi nadbrzeżnej w Sidi Haneish, 105 km na zachód od Szlaku Rahmana, podczas gdy 1 Dywizja Pancerna, na zachód od El Dada, otrzymała rozkaz wykonania szerokiego objazdu przez pustynię do Bir Khalda, 130 km na zachód od Szlaku Rahmana, przygotowując się do skrętu na północ w celu przecięcia drogi w Mersa Matruh. Oba manewry zakończyły się niepowodzeniem, a 7 Dywizja Pancerna zakończyła dzień 32 km przed swoim celem. 1 Dywizja Pancerna próbowała nadrobić czas nocnym marszem, lecz w ciemnościach czołgi oddzieliły się od pojazdów wsparcia i zabrakło im paliwa o świcie 6 listopada, 26 km przed Bir Khalda. RAF kontynuował loty wsparcia sił lądowych, ale z powodu rozproszenia X Korpusu trudno było ustalić linie, poza którymi samoloty mogły swobodnie atakować bez obaw o trafienie w swoich.

#### D + 14, 6 listopada
6 listopada o godzinie 11:00 pojazdy wsparcia szwadronu „B” zaczęły docierać do 1 Dywizji Pancernej, ale miały wystarczająco dużo paliwa, aby uzupełnić zapasy jedynie dwóch pułków pancernych, które wyruszyły, ponownie mając nadzieję, że zdążą odciąć siły Osi. Pułki znów wyczerpały swoje paliwo, 48 km na południowy zachód od Mersa Matruh. Konwój paliwowy wyruszył z Alamein wieczorem 5 listopada, ale postępy były powolne, ponieważ drogi zostały mocno uszkodzone. Około południa 6 listopada zaczął padać deszcz i konwój ugrzązł 64 km od miejsca spotkania ze szwadronem „B” 1 Dywizji Pancernej. 2 Dywizja Nowozelandzka posuwała się w kierunku Sidi Haneish, podczas gdy 8 Brygada Pancerna 10 Dywizji Pancernej ruszyła na zachód od Galal, aby zająć nowe pozycje obronne Osi w Fuka i skarpę. Około 24 km na południowy zachód od Sidi Haneish 7 Dywizja Pancerna napotkała tego ranka 21 Dywizję Pancerną i Grupę Rozpoznawczą Voss. W spontanicznej walce 21 Dywizja Pancerna straciła 16 czołgów i liczne działa, ledwo unikając okrążenia i dotarła wieczorem do Mersa Matruh. Ponownie trudno było określić linie bombardowania, lecz amerykańskie ciężkie bombowce zaatakowały Tobruk, zatapiając „Etiopię” (wyporność 2188 t), a później Bengazi, zatapiając „Marsa” i podpalając tankowiec „Portofino” (wyporność 6572 BRT).

### D + 15 i dalej, od 7 do 11 listopada

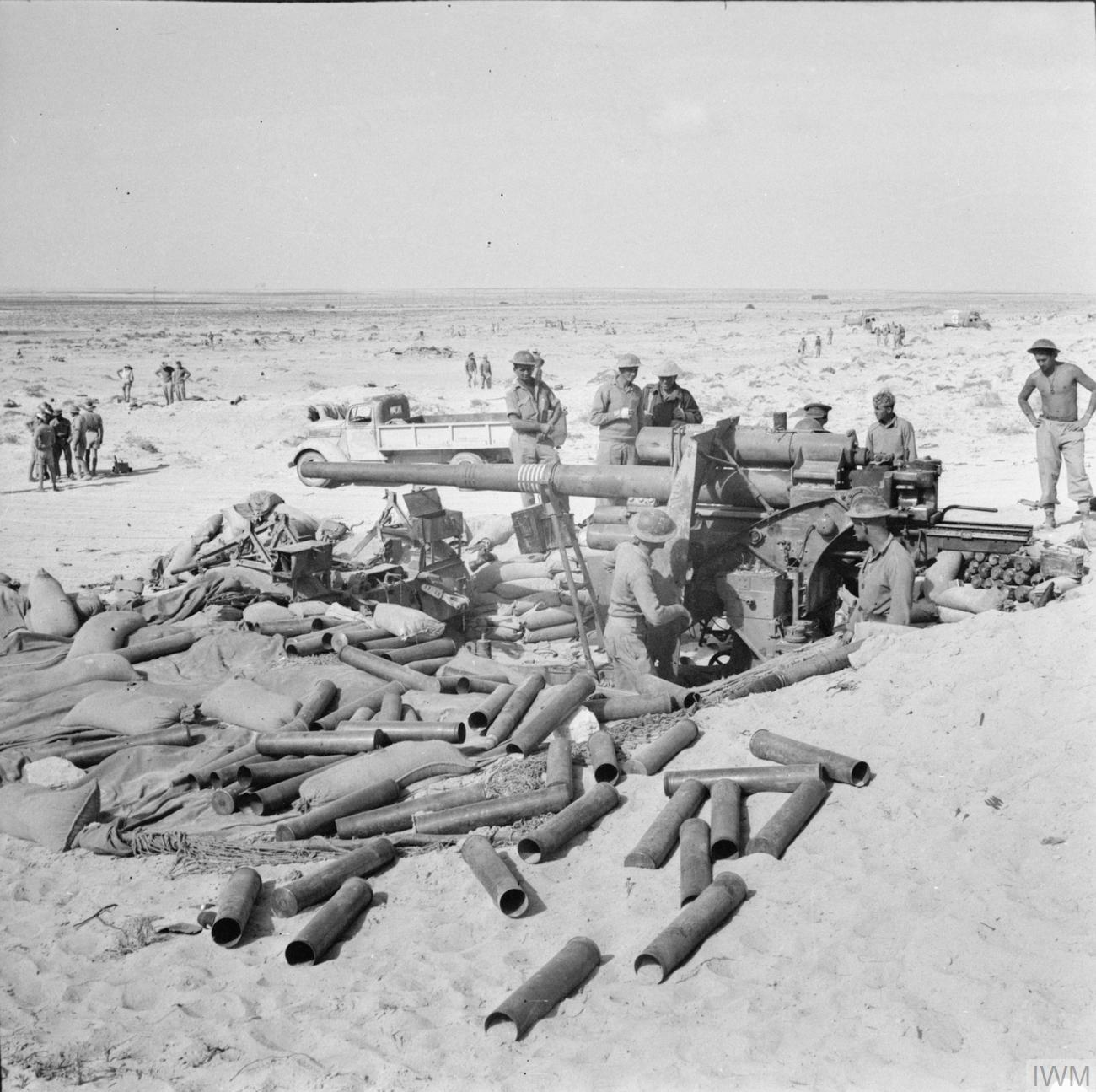
Niemieckie działo kal. 88 mm porzucone w pobliżu drogi nadbrzeżnej na zachód od El Alamein, 7 listopada 1942

7 listopada podmokły teren i brak paliwa unieruchomiły 1. i 7 Dywizję Pancerną. 10 Dywizja Pancerna drogą nadbrzeżną i z dużą ilością paliwa posuwała się w kierunku Mersa Matruh, podczas gdy jej piechota oczyszczała drogę na zachód od Galal. Rommel zamierzał stoczyć bitwę opóźniającą w Sidi Barrani, 130 km na zachód od Matruh, aby zyskać czas dla wojsk Osi na przedostanie się przez wąskie gardła w Halfaya i Sollum. Ostatnie straże tylne opuściły Matruh w nocy z 7 na 8 listopada, ale udało im się utrzymać Sidi Barrani tylko do wieczora 9 listopada. Wieczorem 10 listopada 2 Dywizja Nowozelandzka, zmierzająca w kierunku Sollum, docierając z 4 Lekką Brygadę Pancerną do podnóży Przełęczy Halfaya, podczas gdy 7 Dywizja Pancerna przeprowadzała kolejny objazd na południe, aby zdobyć Fort Capuzzo i Sidi Azeiz. Rano 11 listopada 5 Nowozelandzka Brygada Piechoty zdobyła przełęcz, biorąc 600 włoskich jeńców. Do wieczora 11 listopada na terytorium Egiptu nie było już wojsk Osi, lecz Montgomery zmuszony był wydać rozkaz, aby pościg tymczasowo kontynuowano tylko przy użyciu samochodów pancernych i artylerii, ze względu na trudności w zaopatrywaniu większych formacji na zachód od Bardiji.

## Następstwa

### Analiza
Po bitwie gen. Harold Alexander skontaktował się z Churchillem i zasugerował, aby ten „zadzwonił w dzwony”.
Churchill miał przemawiać na bankiecie u Lorda majora Londynu w Mansion House 10 listopada 1942 roku. Długo mówił o zwycięstwie pod El Alamein i to tam wygłosił swoje słynne słowa:

To nie jest koniec. To nawet nie jest początek końca. Ale być może jest to koniec początku

Wspominając te wydarzenia w 1950 roku, Churchill napisał w swoich pamiętnikach (za które otrzymał Literacką Nagrodę Nobla): „Można niemal powiedzieć: »Przed Alamein nigdy nie odnieśliśmy zwycięstwa. Po Alamein nigdy nie ponieśliśmy porażki«”.
Alianci często mieli przewagę liczebną nad siłami Osi w kampanii północnoafrykańskiej, lecz nigdy nie była ona tak przytłaczająca zarówno pod względem ilości, jak i jakości. Wraz z pojawieniem się czołgów Sherman, 6-funtowych dział przeciwpancernych i Spitfire’ów na Pustyni Libijskiej alianci uzyskali wszechstronną przewagę. Montgomery wyobrażał sobie bitwę jako operację wyniszczającą, podobną do tych stoczonych w I wojnie światowej i dokładnie przewidział długość bitwy oraz liczbę ofiar w szeregach brytyjskich i wojsk Wspólnoty Narodów. Brytyjska artyleria była znakomicie obsługiwana, a brytyjskie wsparcie lotnicze doskonałe, w przeciwieństwie do działań Luftwaffe i Regia Aeronautica, które oferowały niewielkie lub praktycznie żadne wsparcie swoim siłom lądowym, preferując walkę powietrzną. Przewaga powietrzna miała ogromny wpływ na przebieg bitwy. Montgomery napisał, że:

Efekt działań powietrznych na morale jest bardzo duży i nieproporcjonalny do zadanych wrogowi szkód materialnych. W odwrotnym kierunku, widok i dźwięk własnych sił powietrznych działających przeciwko wrogowi mają równie zbawienny wpływ na nasze wojska

Historycy dyskutują nad powodami, dla których Rommel zdecydował się na wkroczenie do Egiptu. W 1997 roku Martin van Creveld napisał, że Rommel został poinformowany przez niemieckie i włoskie sztaby, że jego armia nie może być odpowiednio zaopatrywana tak daleko od portów w Trypolisie i Bengazi. Rommel naciskał jednak na natarcie w kierunku Alamein i zgodnie z przewidywaniami, trudności z zaopatrzeniem ograniczyły potencjał ofensywny sił Osi. Według Maurice’a Remy’ego (2002), Hitler i Mussolini wywierali presję na Rommla, aby ten nacierał, gdyż dla nich ważne było zdobycie Kanału Sueskiego i przejęcie pól naftowych na Bliskim Wschodzie oraz w Persji. Rommel był bardzo pesymistyczny, zwłaszcza po I bitwie pod El Alamein i wiedział, że dostawy dla 8 Armii ze Stanów Zjednoczonych zmierzają do Afryki, a okręty Osi są zatapiane na Morzu Śródziemnym, przez co przegrywa wyścig z czasem. 27 sierpnia feldmarszałek Kesselring obiecał Rommlowi, że zaopatrzenie dotrze na czas, ale Siegfried Westphal zauważył, że takie oczekiwanie byłoby nierealne i ofensywa nie powinna się rozpocząć, dopóki zapasy nie dotrą do wojsk. Po rozmowie z Kesselringiem 30 sierpnia Rommel zdecydował się zaatakować, co nazwał „najtrudniejszą [decyzją] w swoim życiu”.

### Ofiary

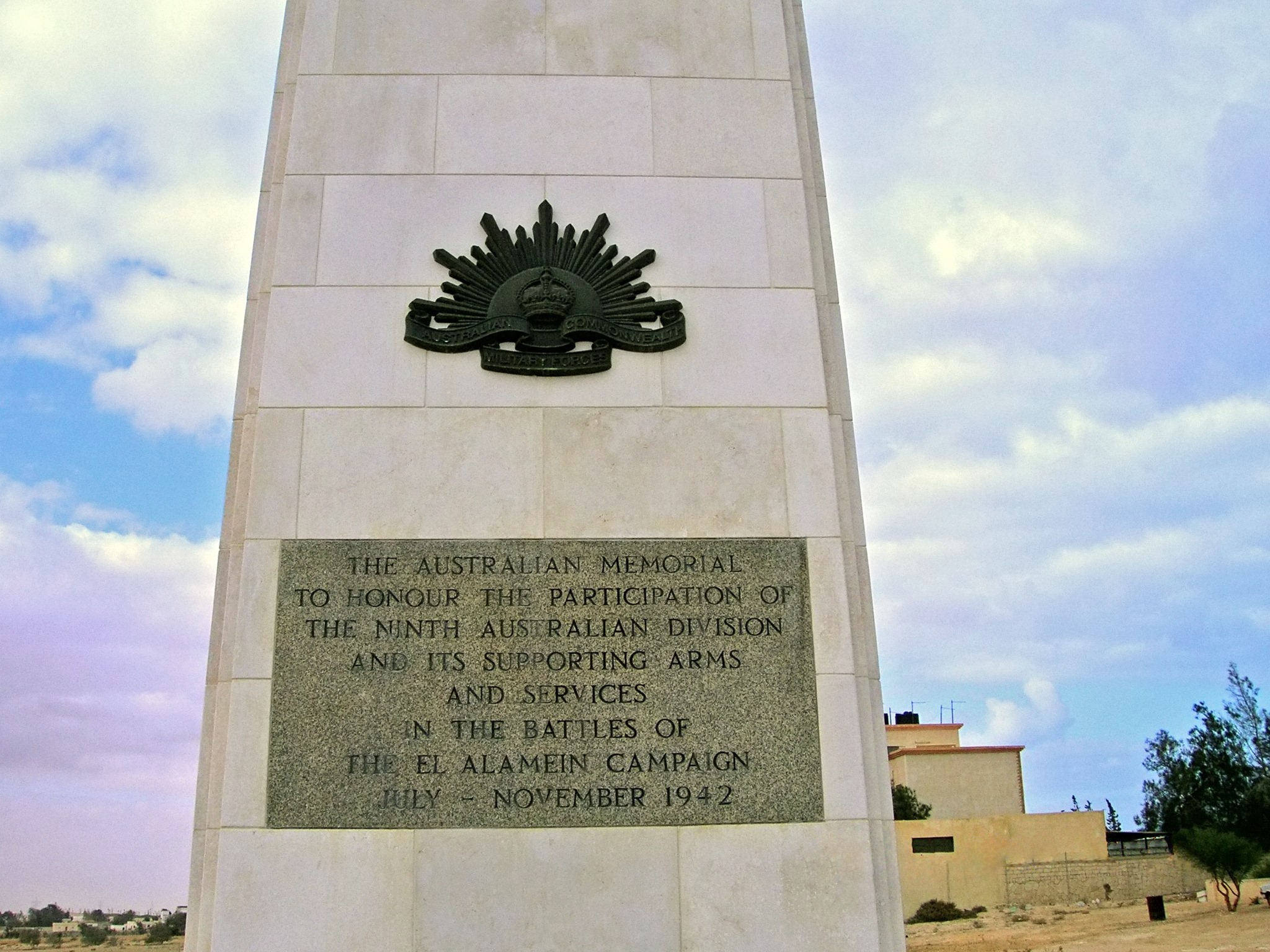
Pomnik 9 Dywizji Australijskiej na cmentarzu w El Alamein

W 2005 roku Niall Barr napisał, że podawana wcześniej liczba 36 939 ofiar w Panzerarmee Afrika była szacunkowe ze względu na chaos wycofywania się Osi. Brytyjskie dane, oparte na meldunkach przechwyconych przez system Ultra, określiły niemieckie straty jako 1149 zabitych, 3886 rannych i 8050 wziętych do niewoli. Straty włoskie wyniosły 971 zabitych, 933 rannych i 15 552 pojmanych. Do 11 listopada liczba jeńców Osi wzrosła do 30 000 ludzi. W przedmowie do książki The Rommel Papers, Fritz Bayerlein (cytując dane uzyskane z Offizieller Bericht des Oberkommandos Afrika) oszacował straty niemieckie w bitwie na 1100 zabitych, 3900 rannych i 7900 jeńców, a straty włoskie na 1200 zabitych, 1600 rannych i 20 000 wziętych do niewoli .
Według oficjalnej historii Włoch straty Osi podczas bitwy wyniosły od 4000 do 5000 zabitych lub zaginionych, od 7000 do 8000 rannych i 17 000 jeńców; podczas odwrotu straty wzrosły do 9000 zabitych lub zaginionych, 15000 rannych i 35 000 pojmanych. Według gen. Giuseppe Rizzo, całkowite straty Osi obejmowały 25000 zabitych lub rannych (w tym 5920 zabitych Włochów) i 30 000 jeńców (20 000 Włochów i 10 724 Niemców), 510 czołgów i 2000 dział polowych, przeciwpancernych i przeciwlotniczych. Straty wśród czołgów Osi wyniosły ok. 500; 4 listopada z 249 niemieckich czołgów dostępnych na początku bitwy pozostało tylko 36. Około połowa z 278 włoskich czołgów została utracona, a większość pozostałych została zniszczona następnego dnia przez 7 Dywizję Pancerną. Stracono około 254 dział Osi, a także 64 niemieckie i 20 włoskich samolotów.
8 Armia poniosła 13 560 ofiar, z czego 2350 żołnierzy zginęło, 8950 zostało rannych, a 2260 zaginęło; 58 procent ofiar stanowili Brytyjczycy, 22 procent Australijczycy, 10 procent Nowozelandczycy, 6 procent Południowoafrykańczycy, 1 procent Hindusi i 3 procent inne narodowości. 8 Armia straciła od 332 do 500 czołgów, chociaż do końca bitwy naprawiono 300 z nich. Artyleria straciła 111 dział, a lotnictwo straciło 77 brytyjskich i 20 amerykańskich samolotów

### Następne operacje
8 Armia została zaskoczona tempem wycofania się sił Osi, a zamieszanie spowodowane przegrupowaniami pomiędzy trzema korpusami sprawiło, że alianci byli powolni w pościgu, nie odcinając Rommla w Fuka i Mersa Matruh. RAF nie podjął maksymalnych wysiłków, aby zbombardować zdezorganizowanego i wycofującego się przeciwnika, który 5 listopada był w jego zasięgu i znajdował się niemal wyłącznie w pasie drogi nadbrzeżnej. Niedobory zaopatrzenia i przekonanie, że Luftwaffe wkrótce otrzyma silne posiłki, skłoniły RAF do zachowania nadmiernej ostrożności, zmniejszenia liczby lotów ofensywnych 5 listopada i skoncentrowaniu się na słonie sił lądowych 8 Armii.

#### Bitwa pod El Agheila

Obszar kampanii północnoafrykańskiej w latach 1941–1942

Siły Osi z powodzeniem wycofały się do El Agheila, lecz były wyczerpane i otrzymały niewiele uzupełnień, podczas gdy Montgomery planował transport materiałów na duże odległości, aby zapewnić 8 Armii 2646 ton zaopatrzenia dziennie. Ogromne ilości materiałów inżynieryjnych zostały zebrane w celu naprawy drogi nadbrzeżnej; linia kolejowa z El Alamein do Fort Capuzzo, mimo że została uszkodzona przez cofające się wojska Osi w ponad 200 miejscach, została szybko naprawiona. Miesiąc po dotarciu 8 Armii do Capuzzo kolej przewiozła 120 656 ton zaopatrzenia. W Bengazi przeładowywano 2722 t dziennie do końca grudnia, zamiast oczekiwanych wcześniej zaledwie 726 t.
Montgomery zatrzymał się na trzy tygodnie, aby skoncentrować swoje siły i przygotować atak na El Agheila, który miał uniemożliwić siłom Osi kolejny kontratak. 11 grudnia 51 Dywizja Piechoty Highland zaatakowała wzdłuż linii drogi nadbrzeżnej, a 7 Dywizja Pancerna poruszała się po flance wewnętrznej. 12 grudnia 2 Dywizja Nowozelandzka rozpoczęła głębszy manewr oskrzydlający, aby przeciąć linię odwrotu wojsk Osi na drodze nadbrzeżnej na tyłach pozycji Mersa Brega. Dywizja Highland wykonała powolne i kosztowne natarcie, podczas gdy 7 Dywizja Pancerna napotkała silny opór ze strony Grupy Bojowej „Ariete” (sformowanej z pozostałości 132 Dywizji Pancernej „Ariete”). Panzerarmee Afrika straciła około 75 000 ludzi, 1000 dział i 500 czołgów od czasu II bitwy pod Alamein i wycofała się. Do 15 grudnia Nowozelandczycy dotarli do drogi nadbrzeżnej, lecz twardy teren pozwolił Rommlowi rozbić swoje siły na mniejsze jednostki i wycofać się na przełaj przez luki pomiędzy pozycjami Nowozelandczyków.
Rommel przeprowadził podręcznikowy odwrót, niszcząc cały pozostawiony sprzęt i infrastrukturę oraz usiał ziemię za sobą minami i pułapkami. 8 Armia dotarła do Syrty 25 grudnia, ale na zachód od portu została zmuszona do zatrzymania się, aby skonsolidować swoje rozciągnięte formacje i przygotować atak na Wadi Zemzem, w pobliżu Buerat, 370 km na wschód od Trypolisu. Rommel, za zgodą feldmarszałka Bastico, wysłał prośbę do włoskiego Comando Supremo w Rzymie o wycofanie się do Tunezji, gdzie teren lepiej nadawał się do działań obronnych i gdzie mógłby połączyć się z nową armią Osi formującą się tam po lądowaniu aliantów w ramach operacji Torch. Mussolini odpowiedział 19 grudnia, że Panzerarmee Afrika musi stawić opór do ostatniego człowieka pod Buerat.

##### Trypolis
15 stycznia 1943 roku 51 Dywizja Highland przeprowadziła frontalny atak, podczas gdy 2 Dywizja Nowozelandzka i 7 Dywizja Pancerna okrążyły wewnętrzną flankę linii Osi. Osłabiony wycofaniem 21 Dywizji Pancernej do Tunezji w celu wzmocnienia 5 Armii Pancernej (gen. Hans Jürgen von Arnim), Rommel przeprowadził odwrót bojowy. Port w Trypolisie, 240 km dalej na zachód, został zdobyty 23 stycznia, gdy Rommel kontynuował wycofywanie się na linię Mareth, stare francuskie fortyfikacje na południu Tunezji.

#### Tunezja
Rommel był w tym czasie w kontakcie z 5 Armią Pancerną, która walczyła z wielonarodową 1 Armią w północnej Tunezji, od czasu bezpośrednio po operacji Torch. Hitler był zdecydowany utrzymać Tunezję, a Rommel w końcu zaczął otrzymywać uzupełnienia ludzkie i materiałowe. Państwa Osi stanęły w obliczu wojny na dwóch frontach, z 8 Armią nadciągającą ze wschodu oraz Brytyjczykami, Francuzami i Amerykanami z zachodu. Niemiecko-włoska Armia Pancerna została przemianowana na Pierwszą Armię Włoską (gen. Giovanni Messe), a Rommel objął dowództwo nad nową Grupą Armii Afryka, odpowiedzialną za oba fronty. Dowództwo nad dwiema armiami brytyjskimi objęła teraz 18 Grupa Armii (gen. Harold Alexander). Jednakże niepowodzenie wyścigu do Tunisu 1 Armii w grudniu 1942 roku sprawiło, że kampania w Afryce Północnej trwała dłużej niż spodziewali się alianci, kończąc się ostateczną kapitulacją sił włosko-niemieckich w Afryce Północnej dopiero w maju 1943 roku.